# トリニティ・カレッジ (ダブリン大学)
トリニティ・ユニバーシティーカレッジ（英: Trinity College、愛: Coláiste na Tríonóide）は、ダブリン2区にカレッジ・グリーンに本部を置くアイルランドの国立大学、ダブリン大学を構成する１つのカレッジである。1592年に設置された。ダブリン大学トリニティカレッジとも称され、大学の略称はTCD。

## 概要

### 大学全体

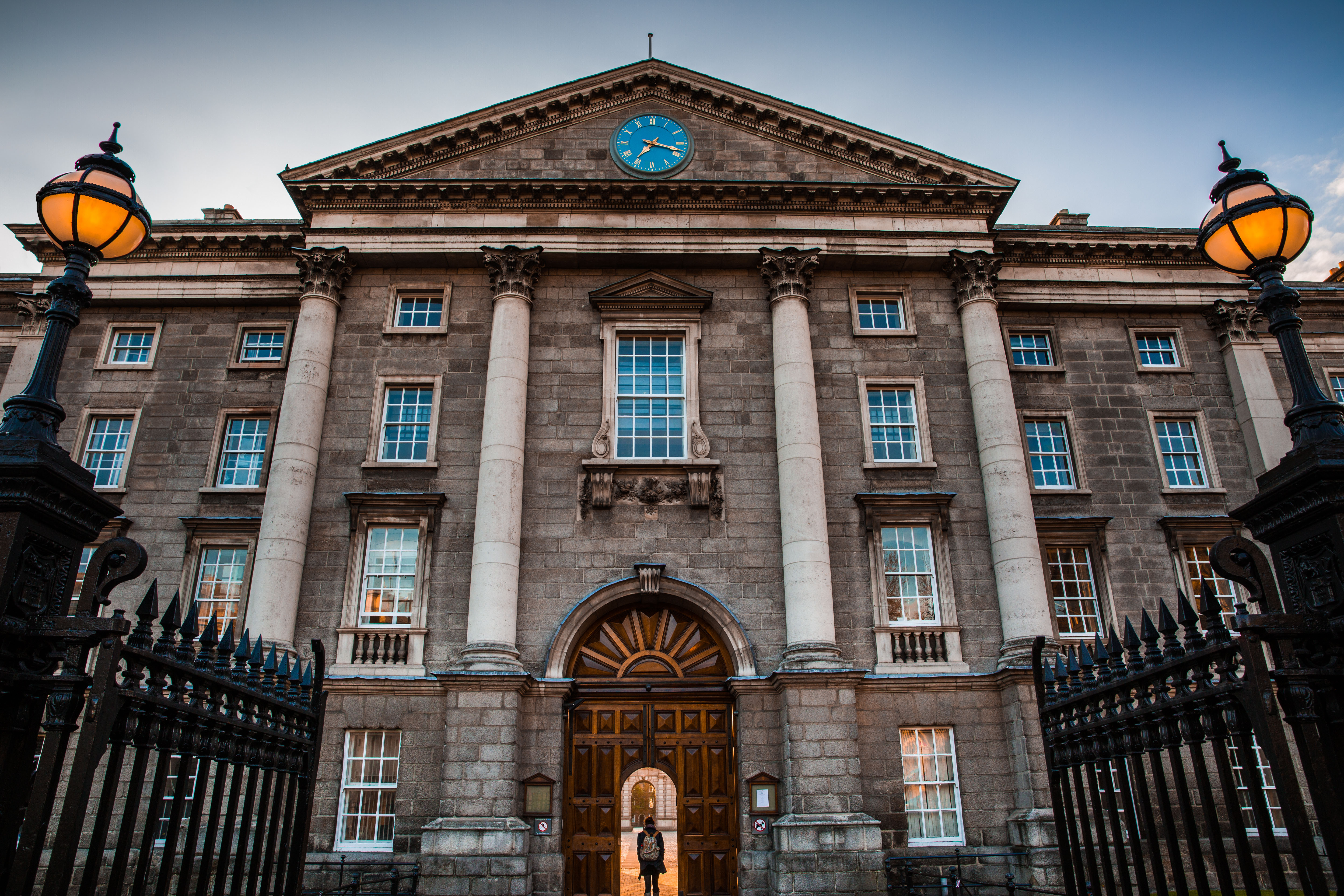
ダブリン大学トリニティ・カレッジの正門口

ダブリン大学トリニティ・ユニバーシティカレッジは、アイルランド最古の国立大学であり、イギリスとアイルランドの７つの古代大学の1つである。正式名称はダブリンにおけるエリザベス女王の神聖にして分割されざる三位一体カレッジ（The College of the Holy and Undivided Trinity of Queen Elizabeth near Dublin）。400年以上の歴史と伝統にイングランド女王エリザベス1世によって、「mater universitatis（大学の母）」として設立された。創設にあたりカレッジ制のオックスフォード大学、ケンブリッジ大学をモデルにしたが、カレッジは1校しか設立されていない。そのため、「トリニティ・カレッジ」と「ダブリン大学」という呼称は通常、実用的な目的では同義語であり、日本語ではダブリン大学トリニティ・カレッジと称される。
トリニティ・カレッジは、ヨーロッパ研究大学連盟で唯一のアイルランドの加盟大学である。また、ヨーロッパ大学協会、アイルランド大学協会、アイルランド大学、コインブラ・グループの加盟大学でもある。

### 建学
カレッジは、憲章で概説されているように、法人として「学長（学寮長）、フェロー、奨学生、および理事会の一員」で構成されている。フェローとは、研究職に従事する者に対し所属組織が与える職名・称号、または学会がその分野に著しい貢献があった者に授与する称号である。また、奨学生とは、通常2年生に受ける試験を最も優秀な成績を収めた数々の学士課程の奨学金受領者のことを指す。オックスフォード大学、ケンブリッジ大学とダラム大学またはダブリン大学の卒業生は、他の3つの大学のいずれかで同等の学位を互換できる「アド・エウンデム学位（Ad eundem gradum）」という制度を持っている。現在、この学位が授与されるのは特別な場合に限られ、通常は申請者が「アルマ・マータ（Alma mater、母校）」から離れた教員の一員であり、大学のガバナンスに参加するために修士号を必要とする場合に限られる。ダブリン大学トリニティ・カレッジは、ケンブリッジ大学セント・ジョンズ・カレッジとオックスフォード大学オリオル・カレッジの姉妹校である。
ダブリン市により、市の城壁外にあったオール・ハロウズ修道院の敷地が提供された。当時はダブリン城からやや離れた町の東の外れであったが、現在はダブリン市が大きく拡大、そして町の中心もやや東方に移動したため、大学正門前の広小路であるカレッジ・グリーンはダブリンの交通の中心に位置している。アイルランドのテューダー君主制の統治を一部強化するために設立され、その結果、歴史の大部分がプロテスタント支配（Protestant Ascendancy）の大学となった。1793年からカトリック教徒が入学したが、教授、フェロー、奨学金がプロテスタントのために留保されたため、一定の制限が残った。これらの制限は、1873年の議会法によって解除された。しかし、1871年から1970年にかけてアイルランドのカトリック教会は、許可なくトリニティ・カレッジに入学することを禁じた。1904年1月に最初の女性が入学した。

### 教育および研究
ナノテクノロジー、情報技術、免疫学、数学、工学、心理学、政治学、英語、人文科学などの分野で研究を行っている。

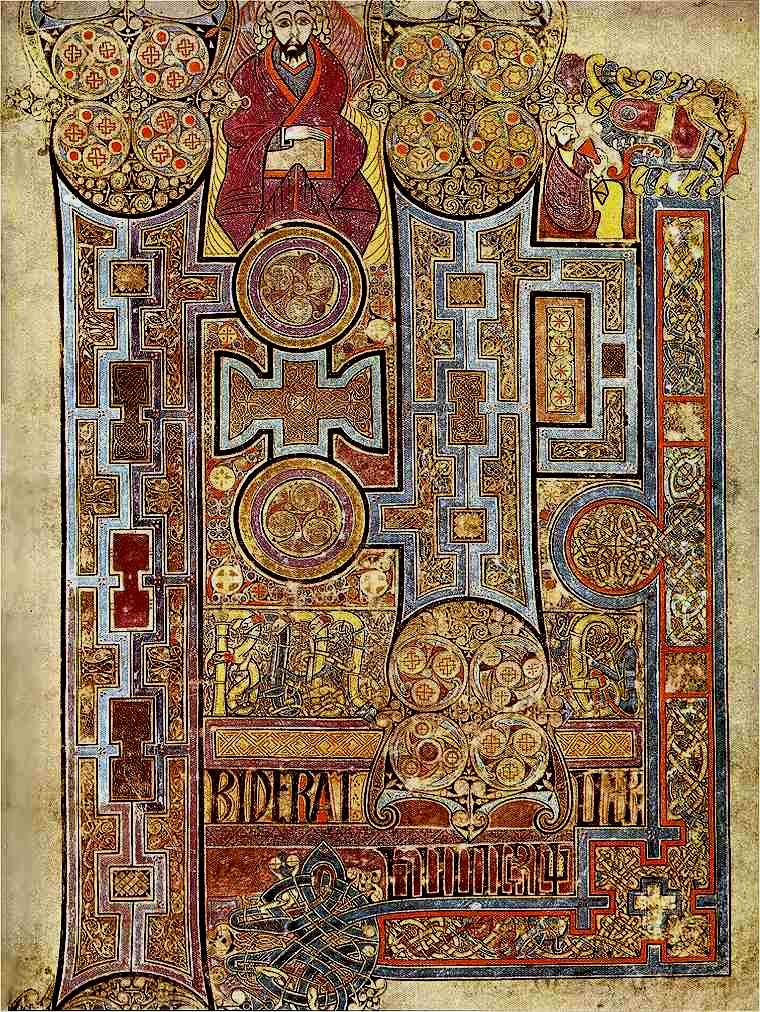
ケルズの書 ヨハネ福音書の書き出し 一葉292r

約700万点の印刷本と写本が収蔵されているトリニティ・カレッジ図書館はアイルランドの納本図書館であり、アイルランド国内で唯一、イギリスに対して同様の権利を有する納本図書館でもある。旧図書館は一部一般公開されており、「世界で最も美しい本」とも呼ばれる8世紀の装飾写本のケルズの書が展示されている。また、旧図書館のロングルームには、1916年のアイルランド共和国宣言の最後に残った複写のひとつと、アイルランドの現在の紋章のモデルである15世紀の木製のハープが展示されている。年間60万人以上の観光客が訪れ、ダブリンの観光地では3番目に多い。

### 学生および教員
2016年現在の総学生数は、18,174名である。そのうち、学士課程が12,224名、博士課程（前期・後期）が5,950名である。また、学士課程の新規入学者数は3,220名である（中央出願局での出願者数は18,469名）。
2016年現在の総教員数は、2,624名である。そのうち教職員が1,663名、受託研究・専門教員が961名である。

### 大学評価
大学評価の世界的指標の一つである、クアクアレリ・シモンズによる「QS世界大学ランキング 2024」では世界第81位、ヨーロッパ第26位、国内第1位である。過去最高は、2009年の世界第43位。
また、タイムズ・ハイアー・エデュケーションの『THE世界大学ランキング 2023』では、世界第161位、国内第1位である。
| 世界大学ランキング | 世界大学ランキング | 世界大学ランキング |
| 年                 | THE（変動）        | QS（変動）         |
| ------------------ | ------------------ | ------------------ |
| 2004               | 87（ 0）           | 87（ 0）           |
| 2005               | 111（ 24）         | 111（ 24）         |
| 2006               | 78（ 33）          | 78（ 33）          |
| 2007               | 53（ 25）          | 53（ 25）          |
| 2008               | 49（ 4）           | 49（ 4）           |
| 2009               | 43（ 6）           | 43（ 6）           |
| 2010               | 77（ 34）          | 52（ 9）           |
| 2011               | 76（ 1）           | 65（ 13）          |
| 2012               | 117（ 41）         | 67（ 2）           |
| 2013               | 110（ 7）          | 61（ 6）           |
| 2014               | 129（ 19）         | 61（ 6）           |
| 2015               | 138（ 9）          | 71（ 10）          |
| 2016               | 101（ 37）         | 78（ 7）           |
| 2017               | 131（ 30）         | 98（ 20）          |
| 2018               | 117（ 14）         | 88（ 10）          |
| 2019               | 120（ 3）          | 104（ 16）         |
| 2020               | 164（ 44）         | 108（ 4）          |
| 2021               | 155（ 9）          | 101（ 7）          |
| 2022               | 146（ 9）          | 101（ 0）          |
| 2023               | 161（ 15）         | 98（ 3）           |
| 2024               | 134（ 27）         | 81（ 17）          |

### 入学試験
中央出願局（Central Applications Office; CAO）は、トリニティ・カレッジに代わり、アイルランド、イギリス、欧州連合および欧州自由貿易連合の学士課程の出願を担当している。入学の決定は、CAOが合格受験者に通知を出すようトリニティ・カレッジが指示している。大学への入学は専ら学力に基づいている。最低限の入学要件があり、個々の学部・コースにはさらに入学要件がある。医学や音楽、演劇など一部の学部・コースは別の試験を受ける必要もある。
CAOは、アイルランドの国家統一高校卒業試験のリービング・サーティフィケートの結果に応じて合否を決める。イギリスの一般教育修了上級レベル、フランスのバカロレアなどの欧州連合および欧州自由貿易連合の試験や国際バカロレアなどでも出願はできる。2016年のCAOでの出願者数は18,469人であり、新規入学者数は3,220人である。
欧州連合の国民または居住者ではない出願者には、異なる出願手順が適用される。
大学院への入学は、トリニティ・カレッジが直接担当する。

## 沿革

### 初期
最初のダブリン大学（中世ダブリン大学として知られ、現在の大学とは無関係）はクレメンス5世によって1311年に創設され、運営されていたが、16世紀のイギリス宗教改革で終焉を迎えた。
これを受け、聖パトリック大聖堂に大学を設立する議論があり、1592年にダブリン市民の小さなグループが、エリザベス1世からの特許状により、ダブリン市の城壁の南東にあるオール・ハロウズ修道院跡地に、トリニティ・カレッジを設立する憲章を取得した。カレッジの初代学長（学寮長）は、ダブリン大主教のアダム・ロフタスであり、ジェームズ・ハミルトンとジェームズ・フラートンが初期のフェローだった。設立から2年後、数名のフェローと奨学生が在学し始めた。
その後50年の間に、土地を含む寄付金を増やし、図書館の基礎となる書籍が入手され、履修内容が考案され、法令が制定された。創設特許状は、1613年にジェームズ1世によって、そして1637年にチャールズ1世によって、ヴィクトリアなどの後継君主によって修正された（2000年にアイルランド議会であるウラクタスによってさらに修正された）。

### 18世紀から19世紀

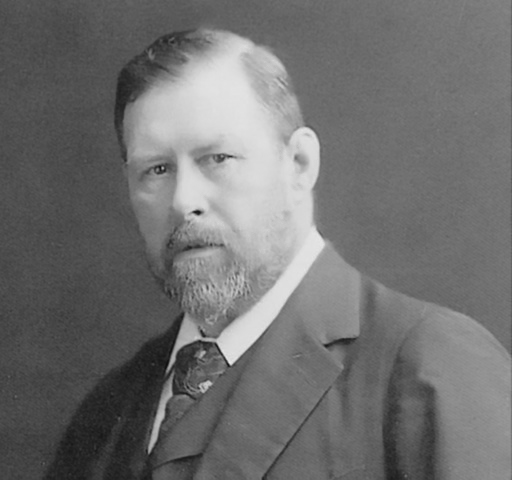
『吸血鬼ドラキュラ』の作者、ブラム・ストーカー

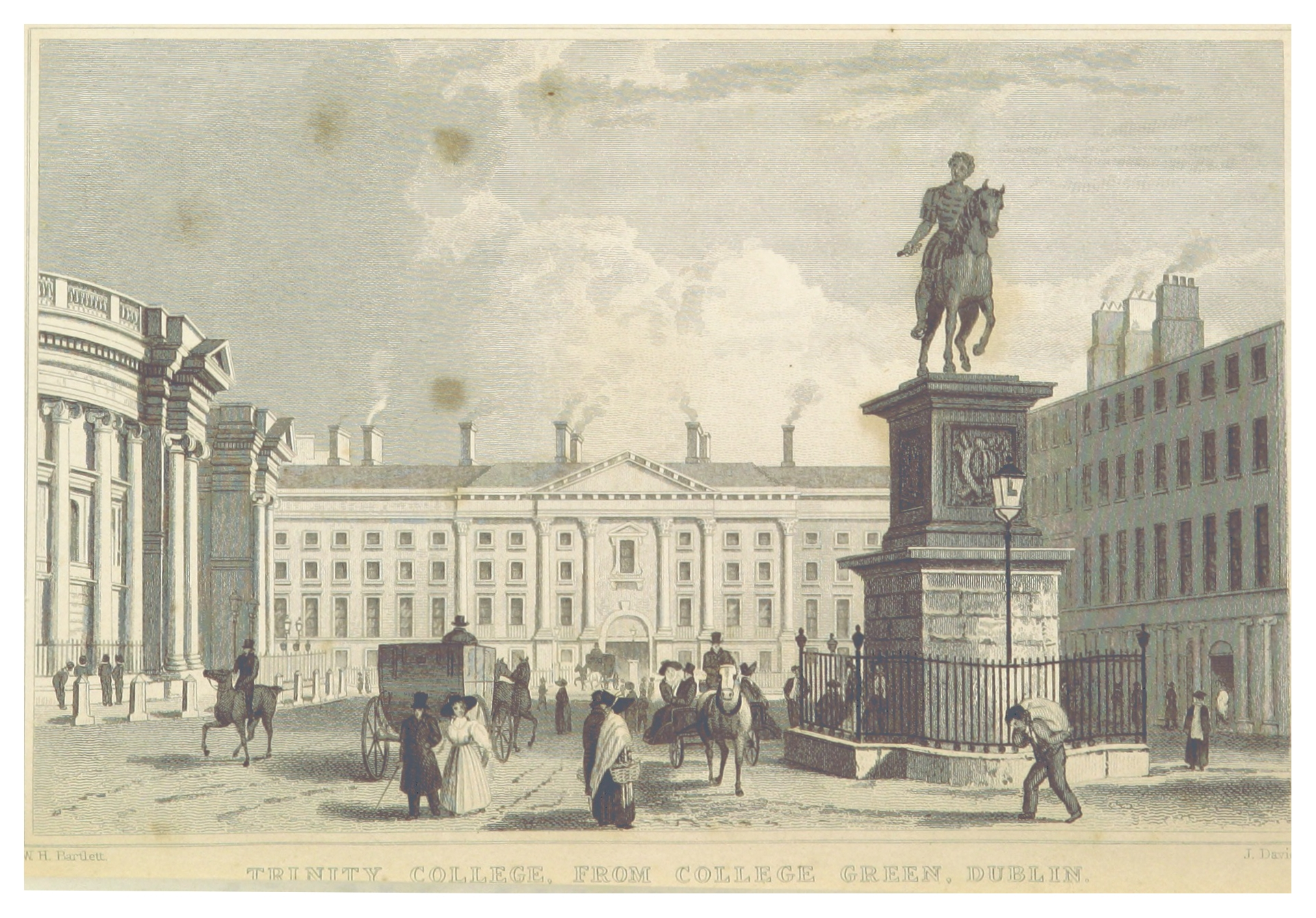
正門（1837年）

18世紀の間、当時アイルランドのテューダー君主制の統治を一部強化するために設立されたトリニティ・カレッジは、プロテスタント支配（Protestant Ascendancy）の大学と見なされていたため、ダブリンに暮らすプロテスタント（国教会）にのみ入学が許されていた。18世紀のアイルランドにおけるカトリック解放が進み、1793年にカトリック教徒の入学も許可されるようになった。これはイングランドのケンブリッジ大学やオックスフォード大学よりも早く、その後許可する際にモデルとなった。ただし、教員、フェロー、奨学金はプロテスタントのために留保されたため、一定の制限が残った。1873年には入学の際に信教を問われることはなくなったが、少なくとも1980年代までは、教区の司祭の許可書提出を求められる場合もあった。ダブリンのカトリック教会は1970年まで大学に関わるカトリック教徒を破門していた（共に特赦が与えられた）。
19世紀は、職業系学部における重要な進展によって特徴付けられた。法学部は世紀半ば以降に再編された。また1842年に、英語圏の大学で初めてとなる工学部を設置した。

### 20世紀

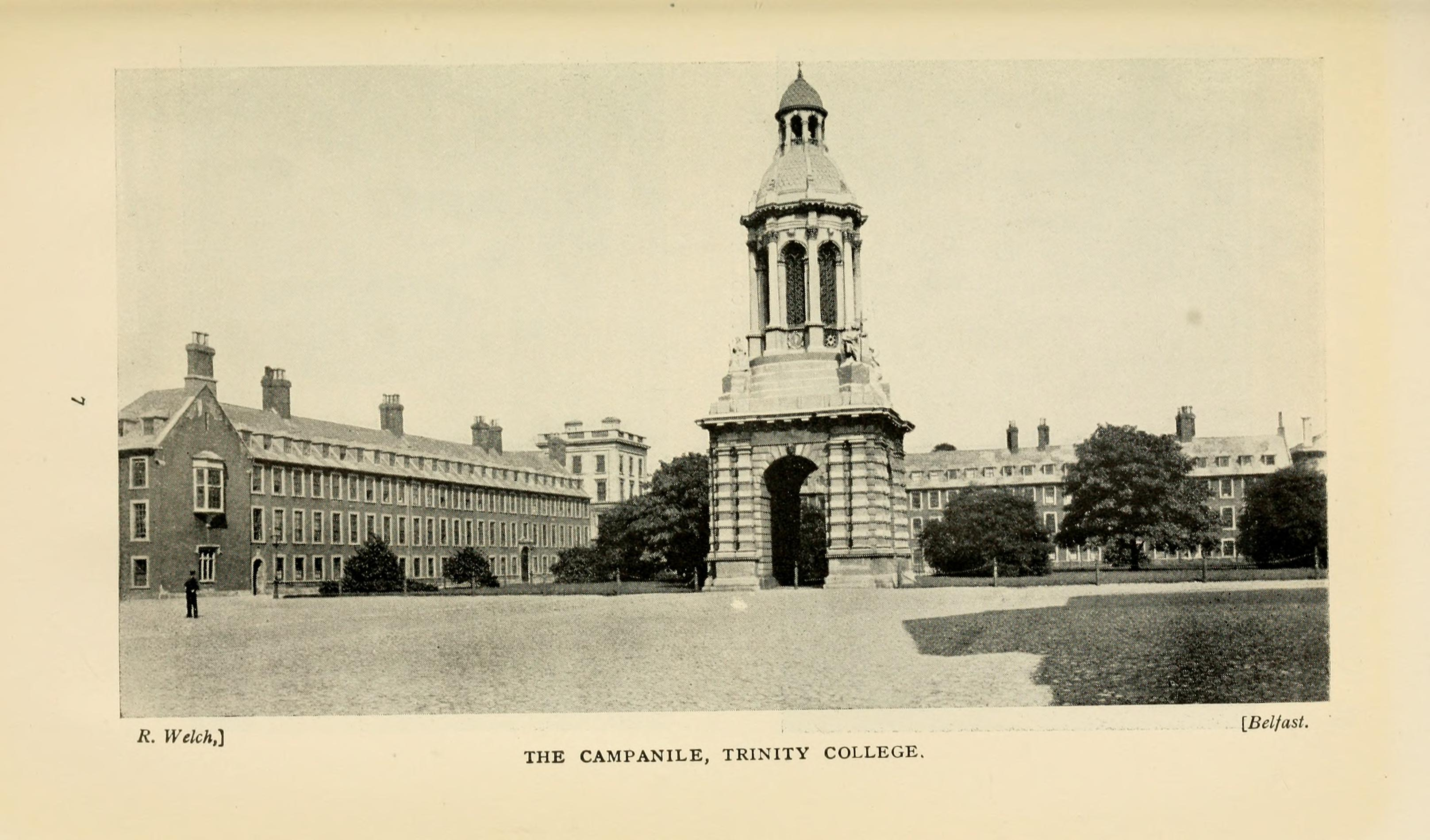
鐘楼（1919年）

1900年4月、イギリス女王のヴィクトリアがトリニティ・カレッジを訪れた。
1904年にはアイルランドにおいて初めて女性の入学が認められた。1904年から1907年までの間、女性にはオックスフォード大学とケンブリッジ大学から学位を授与することができなかったため、「アド・エウンデム学位（Ad eundem gradum）」によりダブリン大学から同等の学位が授与された。このためにダブリンまで渡航する必要があり、「蒸気船の女性（Steamboat Ladies）」として知られていた。
1907年にアイルランド担当大臣がダブリン大学の再構成を提案した。「ダブリン大学防衛委員会（Dublin University Defence Committee）」が設立され、現状の変更に反対する運動に成功した。カトリックの司教らもいかなる変更を拒否し、最も懸念されていたのは、アイルランド・カトリック大学の跡地が新しい大学に吸収されてしまうことだった。新しい大学はトリニティ・カレッジのために一部聖公会になる可能性も懸念のひとつだった。最終的には、これがアイルランド国立大学の設立につながった。トリニティ・カレッジは、1916年のイースター蜂起中、義勇軍と市民軍の標的のひとつとなったが、少数のユニオニスト学生（イギリス派の学生）によって守られた。そのほとんどは大学役員訓練兵団（Officers' Training Corps）だった。1917年7月から1918年3月までの間、イースター蜂起の政治的余波に対処するため、アイルランド集会がトリニティ・カレッジで開催された。しかし、集会での議論が「実質的な合意」に至らなかったことを受け、アイルランド自由国が1922年に設立された。独立後、トリニティ・カレッジと新国家とは険悪な関係にあった。1955年5月3日、A・J・マクコネル学長は、アイリッシュ・タイムズ紙の記事で、国が出資する県議会の奨学金制度で、トリニティ・カレッジが認可された教育機関の一覧から除外されていることを指摘した。また、憲法で禁じられている宗教的差別にあたるとも指摘した。
1934年に初めて女性教授が任命された。

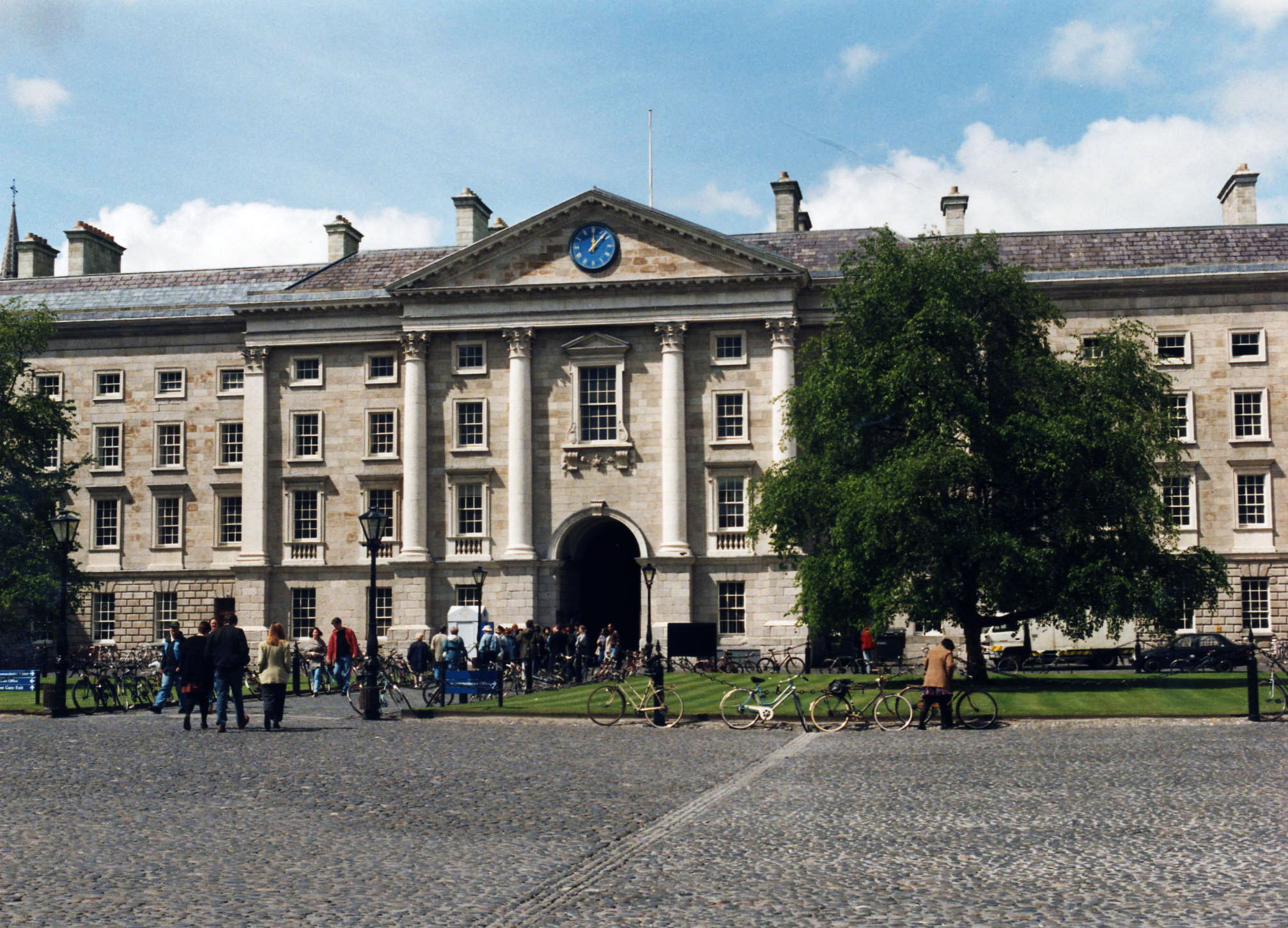
正門広場

1958年には、カトリック教徒が初めて理事会にシニア・フェローとして参加することができた。
1962年、商学部と社会学部は合併してビジネス社会学部を形成した。1969年に、様々な学部と学科がリベラル・アーツ、経営学、経済学、社会学、工学・システム科学、健康科学（1977年10月以降、ダブリンの歯科科学のすべての学部は、トリニティ・カレッジに配置）、理学にグループ化された。
1970年、カトリック教会は特別な許可なしに入学する禁止を解除したと同時に、カレッジを拠点とするカトリック聖職者の任命を募った。現在もなお2名が拠点としている。
1960年代後半、ユニバーシティ・カレッジ・ダブリン（アイルランド国立大学ダブリン校）が、再構成されたダブリン大学の構成カレッジになるという提案があった。ブライアン・レニハンとドノ・オマリーが提案したこの計画はトリニティ・カレッジの学生による反対を受け、取り消された。
1975年以降、ダブリン技術学院（現在のダブリン工科大学）を形成している高等技術カレッジは、ダブリン大学から学位を授与されていた。その後、独自の学位付与権限を取得したため、1998年に廃止された。
薬学部が1977年に設立され、それとほぼ同時に、獣医学部がユニバーシティ・カレッジ・ダブリン（アイルランド国立大学ダブリン校）に移管された。
1991年、トーマス・ノエル・ミッチェルは、トリニティ・カレッジ学長に選ばれた最初のカトリック教徒になった。

### 21世紀

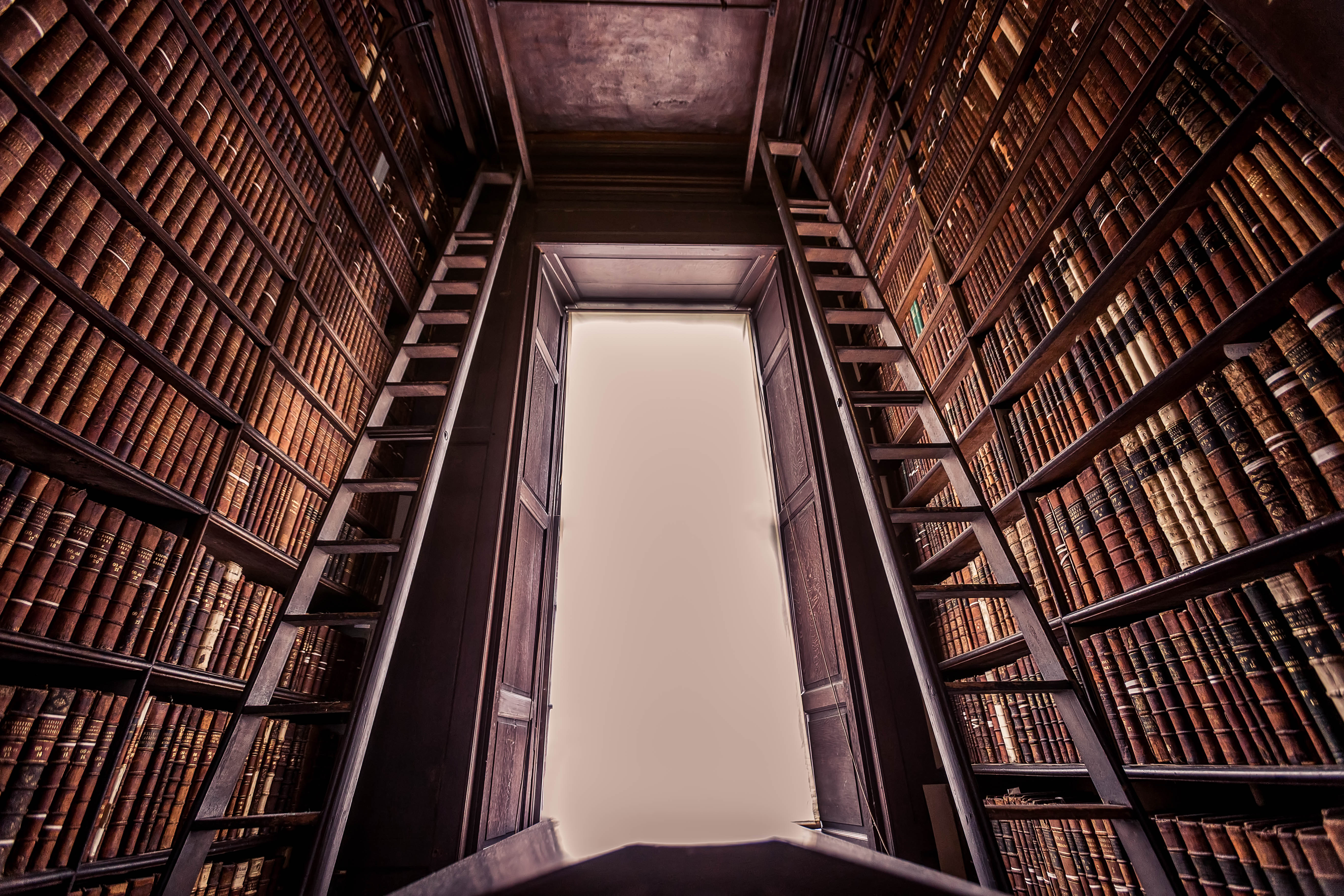
旧図書館の内部

ダブリン市が大きく拡大し、町の中心もやや東方に移動したため、現在トリニティ・カレッジはダブリン市の中心に位置する。21世紀の初めに、資金を再配分し、管理コストを削減するために学問構造の根本的な見直しに着手し、その結果6分野から5分野へと最終的に3分野へと削減され、その後の統治権限による再編が行われた。10年間の戦略計画は、大学がグローバルレベルでの資金調達で競争しようとする4つの研究を優先している。
ウィリアム・ローワン・ハミルトンにちなんで名付けられた「ハミルトン数学研究所」は、2005年に設立され、アイルランドの数学の国際的な認知度、および数学の国民の意識を高め、研究集会、講義、訪問者を通じて地元の数学研究を支援することを目的としている。
2016年にパトリック・プレンダガスト学長一行が訪日し、東京工業大学、大阪大学、京都大学を訪問した。また、2018年にプレンダガストはSTSフォーラムに出席し、京都大学の稲葉カヨ理事・副学長と会談した。
2021年にパトリック・プレンダガスト学長の後任として、リンダ・ドイル教授が初の女性学長に選出された。

## 施設

### キャンパス

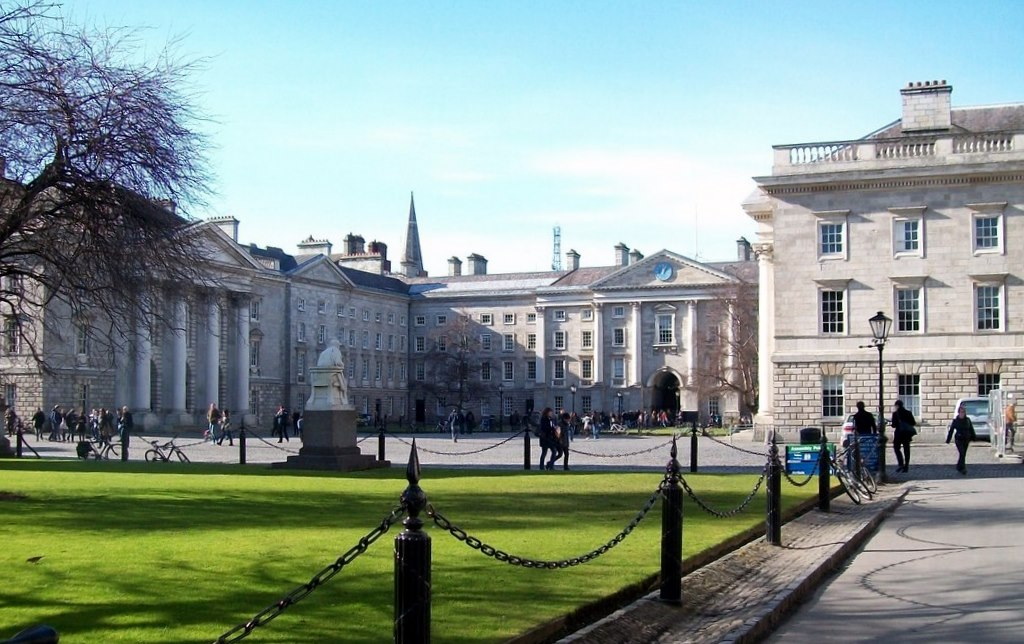
パーラメント広場

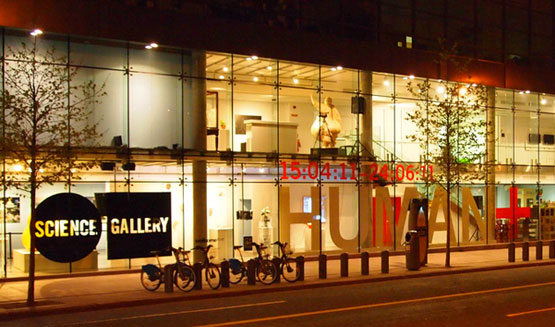
サイエンス・ギャラリー

トリニティ・カレッジはダブリン市の中心部に設けられており、ダブリンの観光名所の一つとなっている。最寄り駅は、アイルランド国鉄のダブリン・ピアース駅とルアス路面電車のトリニティ停留場である。主要キャンパスの広さは190,000m2（47エーカー）程度である。カレッジの正門はカレッジ・グリーンにあり、ナッソー通りとピアース通りに囲まれている。また、キャンパスはクリケットとラグビーの運動場があるカレッジ・パークによって二等分されている。パブの「パビリオン・バー」もキャンパス内で運営されている。
カレッジの西側は古く中庭構造であり、鐘塔楼のほか、礼拝堂、ウィリアム・チェンバーズ設計の試験会場、卒業生記念館、ミュージアム棟、ルーブリックなどがある。学長家は、正門から少し離れたところにある。現代美術ギャラリーのダグラス・ハイド・ギャラリーは敷地内にある。サミュエル・ベケット劇場は国内および国際的な公演を主催し、ダブリン国際演劇祭、ダブリン舞踏祭、フリンジ・フェスティバルなどで使用されている。学期中は、主に創造芸術学部の公演劇場として使用されている。
大学の東側は西側と比べ近代的であり、主に理系の学部・研究科の建物で占められており、中庭はなく3列に並んでいる。国際科学館のサイエンス・ギャラリーは、2008年初頭にサイエンス・ギャラリー・ネットワークの一部として一般向けに開館した。その後、同ネットワークの一部としてロンドン大学キングス・カレッジ、メルボルン大学など世界各国の大学がサイエンス・ギャラリーを開館した。2010年に『フォーブス』は世界で最も美しい大学の15校のひとつとしてランク付けされた。
本キャンパス以外にも、周辺の建物や生物医学研究所があるガス棟やベルファストキャンパスなどがある。
学生寮は、トリニティ・キャンパス内と南方4kmのラスマインズにあるトリニティ・ホールと呼ばれる大規模な学生寮を所有している。また、民間企業所有のカヴァナ・コート、バイナリ・ハブも提供されている。夏の間は、キャンパス内とトリニティ・ホールの学生寮は宿泊施設として一般向けに公開している。
2018年11月、2億3千万ユーロと推定される、「イノベーション地区」の一部としてグランド・カナル・ドックの敷地に大学の研究施設を開発する計画を発表した。

### 礼拝堂

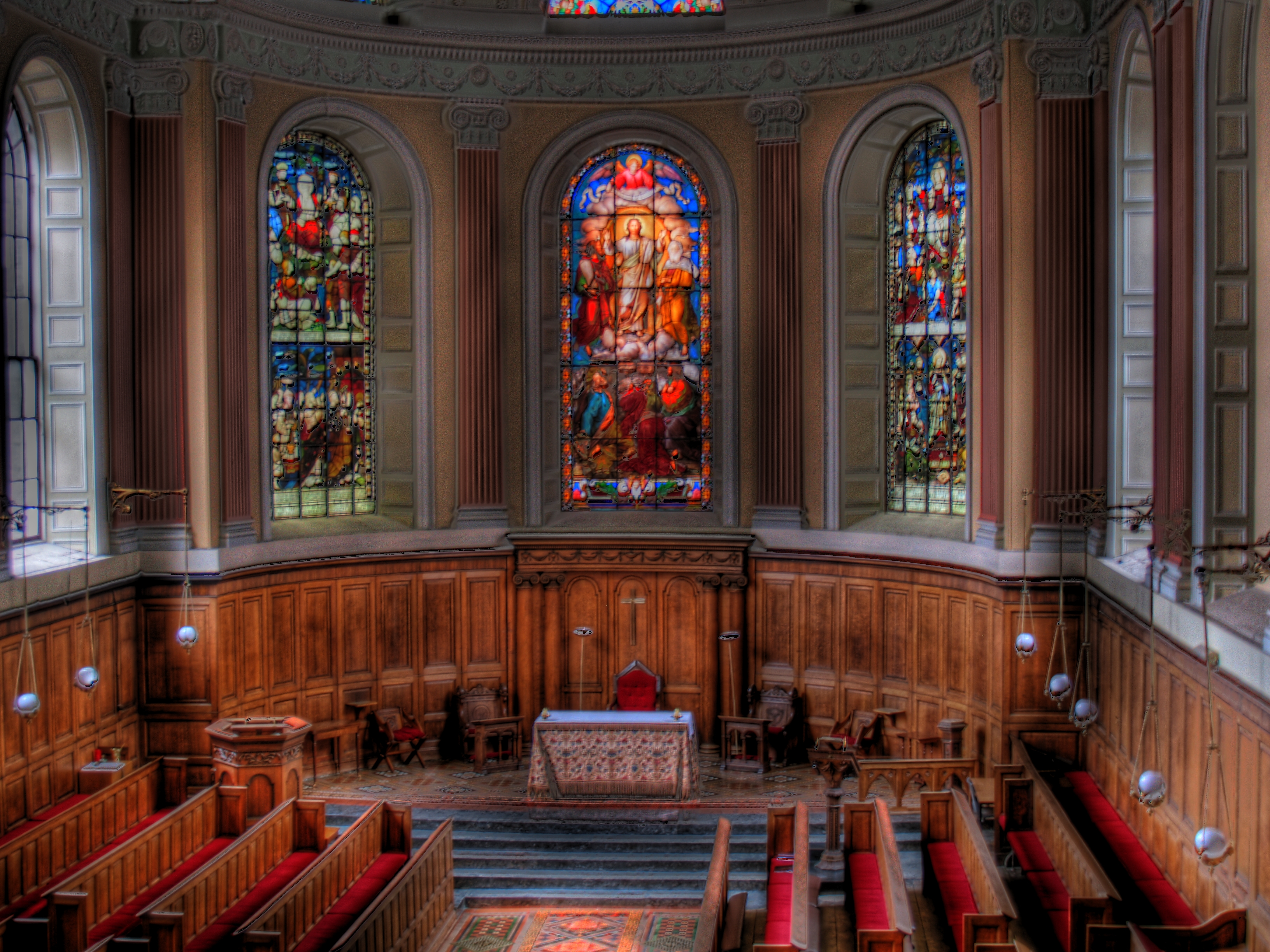
礼拝堂

ジョージ3世の建築家ウィリアム・チェンバーズによって設計された、現在の礼拝堂は1798年に完成した。聖公会の遺産を反映し、毎朝の祈り、週1回の晩祷があり、聖餐は火曜日と日曜日に行われている。これらの礼拝に学生が出席することは義務ではなくなった。
礼拝堂は1970年以来、世界教会主義であり、現在カトリック教徒のためにミサで毎日使用されている。2020年7月時点では聖公会牧師に加え、カトリックの神父および修道士が1名ずつと、メソジストの牧師が1名、礼拝堂に奉職している。毎年恒例のキャロルサービスや三位一体の月曜日の感謝祭の礼拝など、世界教会主義的な行事が頻繁に礼拝堂で開催される。

### 図書館

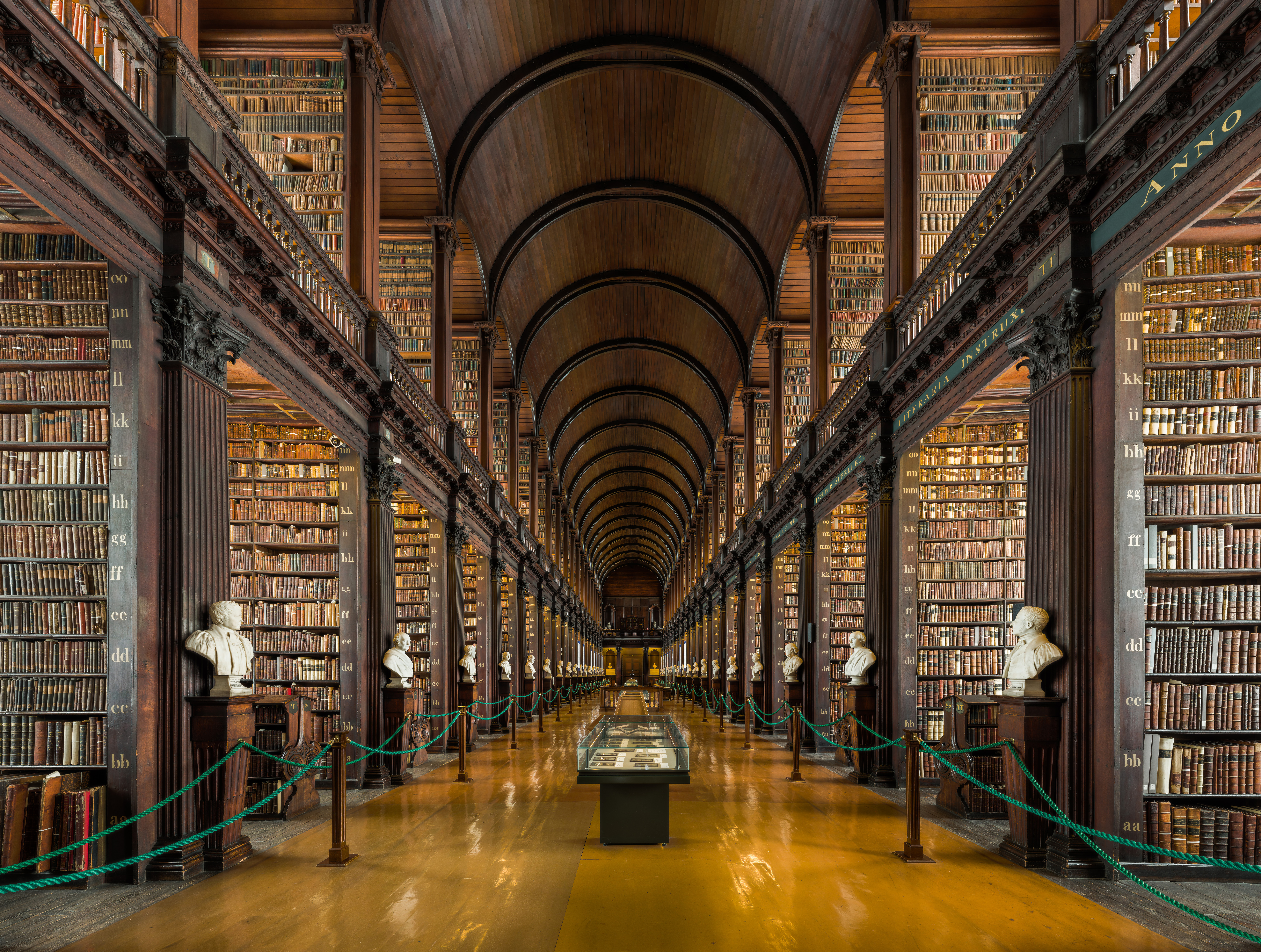
旧図書館のロングルーム

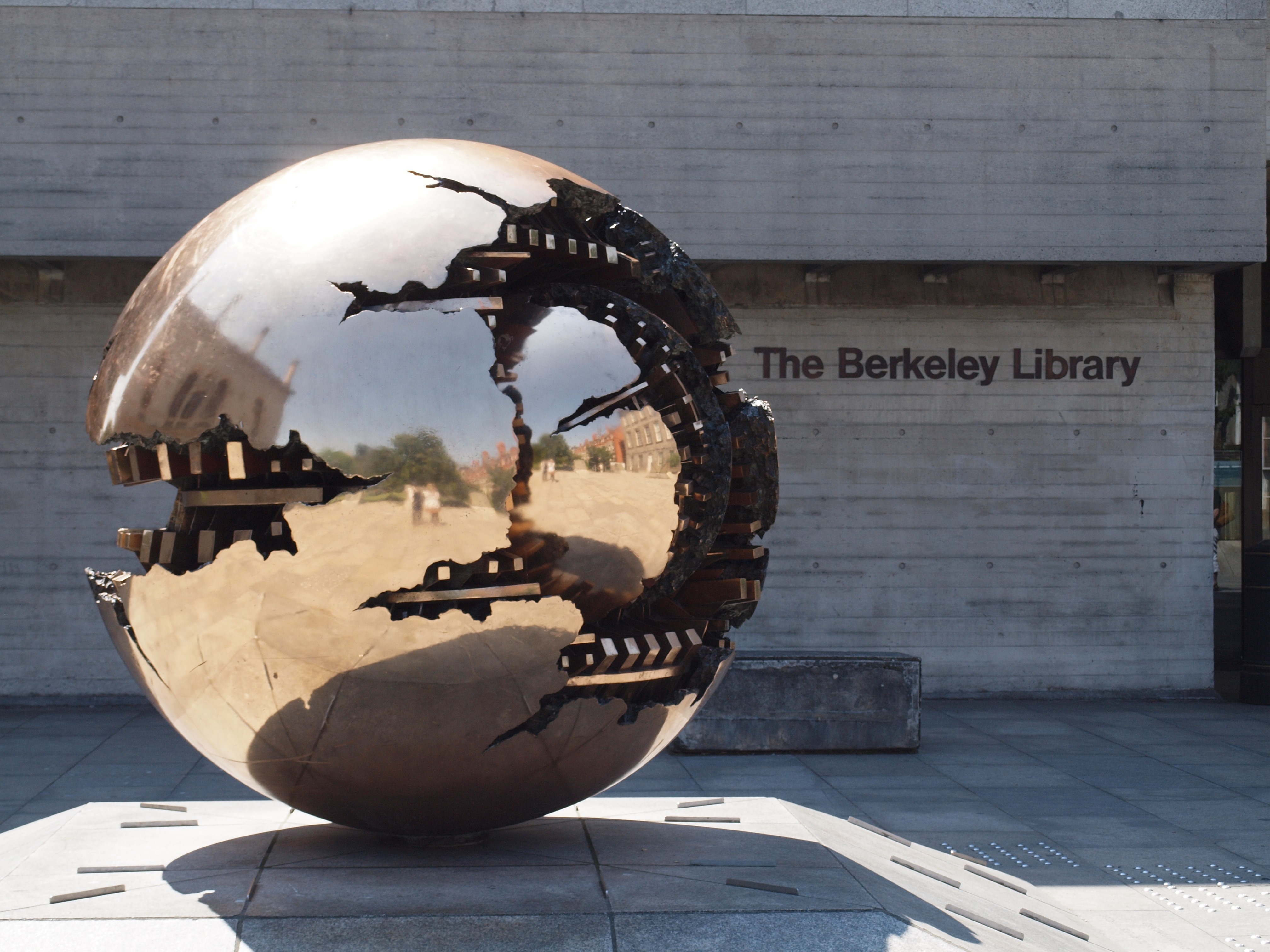
イーヴァン・ボーランド図書館前にあるアルナルド・ポモドーロの『球体をもった球体』

トリニティ・カレッジ図書館は、アイルランドにおける最大規模の図書館である。エジプト時代のパピルスをはじめ、計700万・点の書籍を収蔵する。イギリス、およびアイルランドで発行された書籍について、全てを無償で請求できる権利とともに自由に複写する権利を有する納本図書館である。1200年前の「ケルズの書」も有しており、「世界で最も美しい本」と呼ばれている。映画『スター・ウォーズ エピソード2/クローンの攻撃』において登場するジェダイ・アーカイヴは、この図書館をもとにイメージされたと考えられており、図書館内のロングルームとよく似たシーンが登場している。
旧図書館の一部とギフトショップは一般向けに公開されており、ケルズの書、それにまつわる歴史、1916年のアイルランド共和国宣言の最後に残った複写のひとつ、アイリッシュハープ、ロングルームなどを見ることができ、年間60万人以上の観光客が訪れるダブリンで3番目に多い観光地となっている。
他にもイーヴァン・ボーランド（旧バークリー）図書館、レッキー図書館、アッシャー図書館からなるBLU複合図書館、ハミルトン図書館など様々な図書館が学生、教員向けに提供されている。また、キャンパス外でジョン・ステーン医学図書館やタラ大学病院図書館や北アイルランドのベルファストキャンパスにあるISE図書館なども設置されている。
日本の箱根 彫刻の森美術館でも展示されているアルナルド・ポモドーロ作の『球体をもった球体』がイーヴァン・ボーランド図書館のプラザ出入り口前にて展示されている。

### ビジネススクール
トリニティ・カレッジ・ビジネススクール（Trinity College Business School）は、2019年5月23日にダブリン大学トリニティ・カレッジ医学部の卒業生でもある第14代首相のレオ・バラッカーによって開設された。カレッジのピアース通り側にあるノートン研究所に隣接して建てられた6階建ての建物には、600席の講堂、デジタル・テクノロジーを備えた「スマートクラスルーム」、「エグゼクティブ教育センター」が設置されている。ほぼゼロ・エネルギー・ビルであり、ダブリン市とトリニティ・カレッジの敷地をつなぐ役割も果たしている。

## 組織構成
「ダブリンにおけるエリザベス女王の神聖にして分割されざる三位一体カレッジの学長（学寮長）、フェロー、奨学生」として正式に法人化されたカレッジは、パトリック・プレンダガストが2011年から第44代学長（Provost）に選ばれた。

### ダブリン大学との関係性
「ダブリン大学」と「トリニティ・カレッジ」は通常、実用的な目的では同義語として扱われる。イングランドのオックスフォード大学やケンブリッジ大学を参考に設立され、いわゆる400年前のカレッジ制（米国のカレッジとは異なる）を採用した大学である。オックスフォードもケンブリッジも１つの大学というよりも、複数のカレッジが集まって総称してオックスフォード大学やケンブリッジ大学と呼ばれる。つまり全てのカレッジが「オックスフォード大学～カレッジ」や「ケンブリッジ大学～カレッジ」というのが正式名称である。そしてそれらの大学は学位授与機関としてのみ存在し教育はカレッジが行う。ダブリン大学も同様に学位授与機関としてのみ存在し、教育はカレッジが行っており、1校のみ設置されたのがトリニティ・カレッジである。また、本部の位置もカレッジ・グリーンと同じであるため、日本語では「ダブリン大学トリニティ・カレッジ」と称される。

### ガバナンス
カレッジの法人組織は、学長または学寮長（Provost）、フェロー（Fellows）、奨学生（Scholars）で構成されている。フェローとは、研究職に従事する者に対し所属組織が与える職名・称号、または学会がその分野に著しい貢献があった者に授与する称号である。また、奨学生とは、通常2年生に受ける試験を最も優秀な成績を収めた数々の学士課程の奨学金受領者のことを指す。カレッジ憲法の法令に従って統治されている。法令には2つの種類があり、元々は王室憲章、または王立勅許状によってのみ改正が可能であったものが、現在ではアイルランド議会（ウラクタス）によってのみ改正が可能となっているものと、理事会によって改正が可能であるが、フェローの同意がなければ改正ができないものがある。変更に議会の立法が必要な場合は、理事会が私案を申請して変更を要請するのが通例の手続きとなっている。このためには、法人組織全体の同意が必要となり、奨学生はフェローと並んで投票する。議会法制を必要とする変更の例としては、理事会の構成の変更がある。これは、2000年のウラクタスの法律によりカレッジと大学のガバナンスが改正され、再編成された際に起こったものである。

#### 学長・学寮長

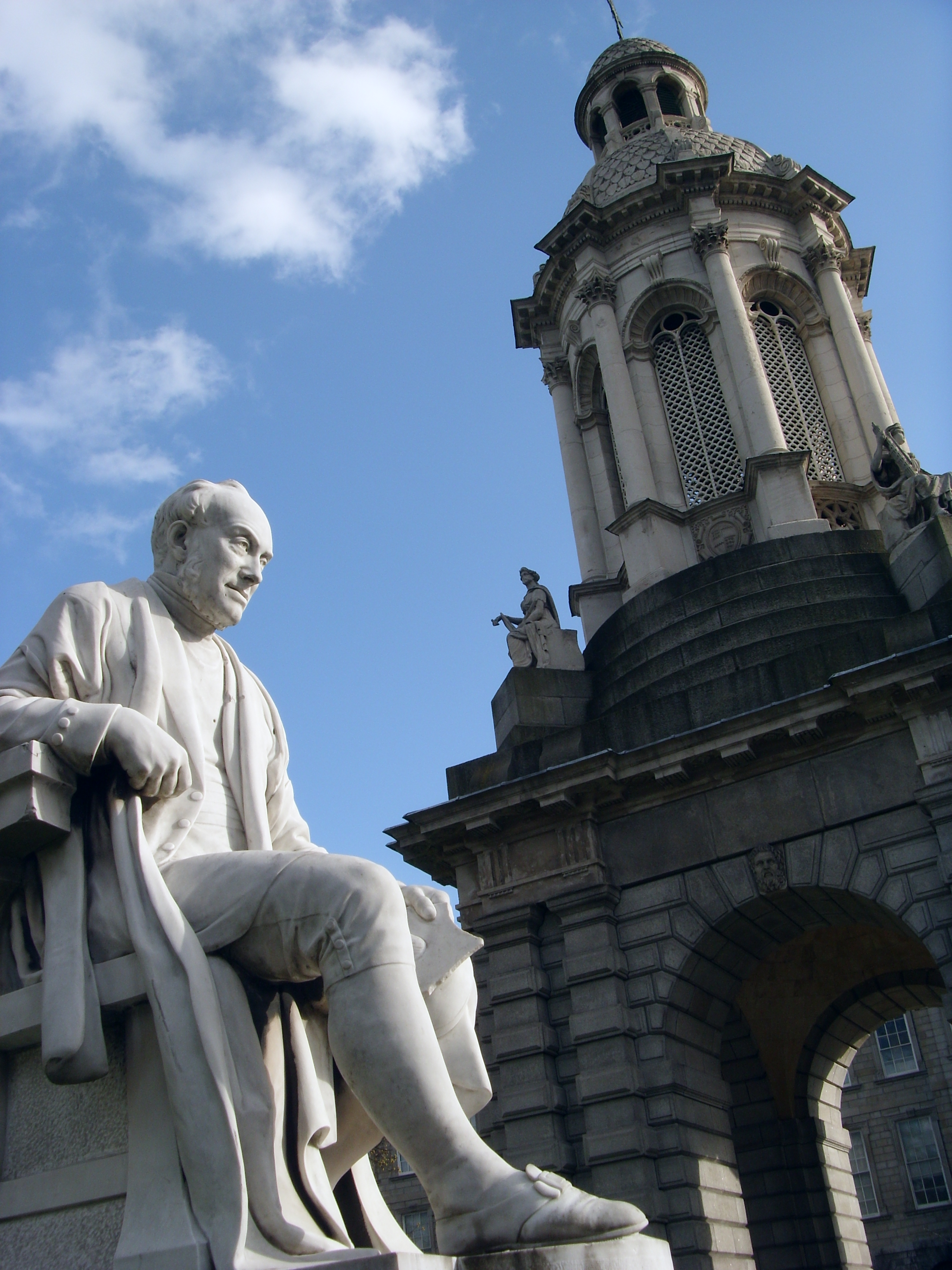
パーラメント広場にあるジョージ・サーモン像と鐘楼

学長の任期は10年であり、基本的にはすべての常勤教職員とごく少数の学生で構成される選挙人によって選出される。かつての学長は生涯任命だった。当初はフェローによって選出されていたが、すぐさまに栄光的な任命となり、大学の重要性と学長という役職の重要性の高まりを反映し、名誉と報酬の両方を得ることができるようになった。しかし、時が経つにつれ、任命は大学の意見を聴取した後にのみ行われることが通例となった。1922年にアイルランド自由国の成立に伴い、任命権は政府に移った。欠員が発生した場合、カレッジが3名の候補者の一覧を政府に提供し、その中から選択することが合意された。候補者を優先順にランク付けすることを許可され、最も好ましい候補者が常に任命されている。現在は政府から正式に任命された学長が、選挙会議に集まる教員と奨学生代表によって選出され、候補者が絶対的な過半数を獲得するまで徹底的な投票によって1日がかりの投票をする。学長は、カレッジ内の他の誰よりも優先され、最高経営責任者および経理責任者としての役割を果たし、理事会および評議会の議長を務める。また、ダブリン大学で特別な地位も得ている。

#### フェロー
フェローとは、研究職に従事する者に対し所属組織が与える職名・称号、または学会がその分野に著しい貢献があった者に授与する称号である。フェローと奨学生は理事会によって選出される。フェローは、かつては競争的な審査に基づいて終身で選出されたことがあった。かつては定員数が決まっており、死亡や辞任によって欠員を埋めるために競争が行われていた。元々すべての教育はフェローによって行われていた。現在のフェローは、現職の教員の中から選出され、定年までの任期がある。正式な人数制限はないが、教員の中では少数派である。

#### 奨学生
奨学生は、学士課程の学生からの競争的な試験により選抜される。現在は、学部の数々のコースに応じて奨学試験が設定されている。この試験を最も優秀な成績を収めたものが奨学金受領者となる。4年制の学士課程の2年次に受験するが、病気や死別や留学などの特別な事情がある場合は、3年次に受験することが認められることもある。理論的には、どの科目でも受験することができる。奨学金は、学士号を取得してから3年後に「修士号」を取得するまで保持され、すなわち、ほとんどの場合は修士号を取得するまでの奨学金である。
フェローはカレッジに無料で滞在する権利があるが、実際にはほとんどのフェローはこの権利を行使していない。奨学生もまた、無料で滞在する権利があり、カレッジで履修している学部の料金が支払われる。また、フェローと奨学生には、夕方にコモンズ（Commons）と呼ばれる夕食が1日1回無料で与えられる権利がある。奨学生は、卒業後も奨学金の全期間にわたって無料で食事をする権利を保持する。

#### 理事会
学長、フェロー、奨学生のほかに、1637年に設置された理事会（Board）があり、一般的なガバナンスを行っている。もともと理事会は、学長とシニア・フェローのみで構成されていた。最も長く務めた7名のフェローをシニア・フェローと定義し、当時は辞任しない限り、終身のものだった。長年にわたり、ジュニア・フェローやフェローではない教授の代表を選出するなど、様々な要素が追加されたが、アイルランド独立前の最後の改正は、1911年の王立特許状によって行われた。当時はシニア・フェローのほかに、フェローではない教授の代表者2名とジュニア・フェローの代表者（いずれも選挙制）がいた。手続きの複雑さもあり、長年にわたって正式な改定は行われなかったが、理事会には多数の代表者が追加された。しかし、「オブザーバー」としてであり、正統な議決権を持っていなかった。 その中には、フェローではない教員代表者や学生代表者も含まれていた。実際には、理事会の会議に出席した者は全員平等に扱われ、投票は一般的ではなかったが、挙手によって行われていた。しかし、法的には理事会の正会員のみが投票することができ、挙手で決定を批准していたというのは単なる慣習に過ぎなかった。
トリニティ・カレッジのガバナンスは、2000年にカレッジの理事会により提案された法律がアイルランド議会（ウラクタス）によって正式に変更され、2000年のダブリン大学トリニティ・カレッジ（勅許および特許改正）法によって承認された。1997年の大学法とは別に導入された。理事会は以下のメンバーで構成されると明記されている。
- 学長、副学長/最高学術責任者、主任講師、学籍担当事務官、会計係
- 6名のフェロー
- フェローではない教員の5名、そのうち少なくとも3名は主任講師以下
- 教授である教員の2名
- 非教員の3名
- 4名の学生、そのうち少なくとも1名は大学院生
- 「理事会が適切であると考える経営または専門家の利益を代表する」組織による指名から理事会委員会が選出した、大学関係者ではない1名
- 大学関係者ではない、理事会委員会が、「理事会が適切と考える事業または専門職の利益を代表する」組織の推薦を受けて選出した委員1名
- 学長との協議の結果、教育・技能大臣により指名された1名

#### 運営委員会
1874年に学問を監督する運営委員会が設置された。運営委員会の決定はすべて理事会の承認を必要とするが、新たな支出を必要としない場合、議論は行われない。理事会には当初から複数の選出代表者がおり、当時、学長と7名のシニア・フェローのみで構成されていた理事会よりも規模が大きかった。運営委員会は、常に任命審査員団の推薦に基づき教員を任命する正式な機関だが、それ自体は運営委員会によって任命されている。

#### 評議会

ダブリン大学の紋章

ダブリン大学は、オックスフォード大学とケンブリッジ大学をモデルにしたカレッジ制大学で、トリニティ・カレッジはエリザベス1世によって「mater universitatis（大学の母）」として設立された。他にカレッジが設立されたことはなく、トリニティ・カレッジはダブリン大学の唯一の構成カレッジであるため、トリニティ・カレッジとダブリン大学は、実用的な目的では同義語である。しかし、大学とカレッジの実際の法令は、大学に財産の所有、借金、教員を雇用する個別の法的権利を付与している。さらに、カレッジの理事会は大学とカレッジの規約改正を提案する唯一の権限を持っているが、大学法令の改正は大学の評議会（Senate）の同意を必要とする。したがって、理論的には評議会は理事会を覆すことができるが、非常に限定的で特殊な状況下でのみ可能である。ただし、ダブリン大学がトリニティ・カレッジの理事会の主導権から独立して行動できない場合もある。両機関が協力しなければならない最も一般的な例は、学位の新設を決定する場合である。履修内容、試験、講義に関してはカレッジが決定する必要があるが、学位授与の許可は大学が担当している。同様に、名誉学位を授与する場合、授与の提案はトリニティ・カレッジの理事会によって行われるが、ダブリン大学評議会の投票による合意の対象となる。修士号以上を取得した卒業生は全員が評議会の議員になる資格があるが、実際には数百名しかおらず、その大部分がトリニティカレッジの現役職員である。

#### 巡察官
トリニティ・カレッジはまた、評議会で選出された総長と、評議会が提出した2名の名簿からアイルランド政府が任命する巡察官（Visitor）の、2名による監督体制をとっている。2020年現在の政府により任命された巡察官は、ジャスティス・モーリーン・ハーディング・クラーク名誉博士である。2名の巡察官の間で意見が一致しない場合、総長の意見が優先される。巡察官は、カレッジ内での最終的な「控訴裁判所」としての役割を果たし、その任命方法によってカレッジの運営から必要な独立性が与えられている。

### 議会代表
ジェームズ1世が議会の2名の議員（MP）をアイルランド庶民院に選出する権利を付与した1613年以来、ダブリン大学は議会の代表としての役割を担ってきた。1937年のアイルランド新憲法制定以来、ダブリン大学の卒業生は選挙区を結成し、3名の上院議員をアイルランド国民議会上院（シャナズ・エアラン）に選出する選挙区を形成してきた。

### 附属機関

#### 学部附属機関
- 医学部附属（2021年現在）[105]。
  - タラ大学病院（Tallaght University Hospital）
  - セント・パトリック病院（St Patrick's Hospital）
  - セント・ジェームズ病院（St James's Hospital）
  - ナース総合病院（Naas General Hospital）
  - クーム女性・乳幼児大学病院（Coombe Women and Infants University Hospital）
  - ロタンダ病院（Rotunda Hospital）
  - ヴィクトリア王立目耳病院（Royal Victoria Eye and Ear Hospital）
  - クラムリン子ども病院（Children's Health Ireland at Crumlin）
  - ピーマウント病院（Peamount Hospital）
  - リハビリテーション国立病院（National Rehabilitation Hospital）

#### 大学院研究機関
以下は2021年現在の大学院研究機関である。
- トリニティ研究センター
Trinity Research Centres
  - アジア研究センター
Trinity Centre for Asian Studies
  - ベケット研究センター
Trinity Centre for Beckett Studies
  - 聖書研究センター
Trinity Centre for Biblical Studies
  - 生物多様性研究センター
Trinity Centre for Biodiversity Research (TCBR)
  - 癌研究センター
Trinity Centre for Cancer Research (TCRC)
  - コンピューティング・言語研究センター
Trinity Centre for Computing and Language Studies
  - アイルランド現代史研究センター
Trinity Centre for Contemporary Irish History
  - 創造的技術・現代工学センター
Trinity Centre for Creative Technologies and Modern Engineering
  - デジタル人文科学センター
Trinity Centre for Digital Humanities
  - 近世史センター
Trinity Centre for Early Modern History
  - 老化研究センター
Trinity EngAGE - Centre for Research in Ageing
  - 環境センター
Trinity Centre for the Environment (TCE)
  - 環境人文科学センター
Trinity Centre for Environmental Humanities
  - 持続可能なスマートシティセンター
Trinity Future Cities: Centre for Smart and Sustainable Cities
  - 男女共同参画・リーダーシップセンター
Trinity Centre for Gender Equality and Leadership
  - ジェンダー・女性学センター
Centre for Gender and Women's Studies
  - グローバル・ビジネス・システムセンター
Centre for Global Business Systems
  - 国際保健医療学センター
Centre for Global Health
  - ハミルトン数学研究所
Hamilton Mathematics Institute
  - 免疫学研究センター
Trinity Centre for the Study of Immunology
  - 革新的人間システムセンター
Centre for Innovative Human Systems
  - アイルランド芸術研究センター
Trinity Irish Art Research Centre (TRIARC)
  - 新アイルランド研究センター
Trinity Centre for New Irish Studies
  - 文学・文化翻訳センター
Trinity Centre for Literary and Cultural Translation
  - 中世・ルネサンス研究センター
Trinity Centre for Medieval and Renaissance Studies
  - 地中海・近東地域研究センター
Trinity Centre for Mediterranean and Near Eastern Studies (MNES)
  - 社会イノベーションセンター
Trinity Centre for Social Innovation
  - 非営利管理センター
Centre for Non-profit Management
  - 紛争後正義センター
Trinity Centre for Post-Conflict Justice
  - 実践・医療イノベーションセンター
Trinity Centre for Practice and Healthcare Innovation
  - 心理的健康センター
Trinity Centre for Psychological Health
  - 教育におけるIT研究センター
Centre for Research in IT in Education (CRITE)
  - 交通研究とイノベーションセンター
Trinity Centre for Transport Research and Innovation for People (TRIP)
  - 都市・地域研究センター
Trinity Centre for Urban and Regional Studies
  - 戦争研究センター
Trinity Centre for War Studies
  - 文化・学術価値・教育研究センター
Trinity Centre for Cultures, Academic Values and Education Research Centre (CAVE)
  - ホートン研究所
Haughton Institute
  - 循環器科学研究所
Trinity Institute of Cardiovascular Sciences
  - アイルランド欧州法センター
Irish Centre for European Law
  - 中世史研究センター
Trinity Medieval History Research Centre
  - オスカー・ワイルド執筆センター
Trinity Oscar Wilde Centre for Irish Writing
  - プラトンセンター
The Trinity Plato Centre
  - 消化器内科グループ研究センター
Trinity Academic Gastroenterology Group Research Centre (TAGG)
  - 老化研究センター
Trinity Ageing Research Centre
  - 老化・知的障害センター
Trinity Centre for Ageing and Intellectual Disability
  - トリニティハウス研究センター
TrinityHaus Research Centre
  - 医用生体工学センター
Trinity Centre for Biomedical Engineering (TCBE)
  - 影響評価ユニット
Trinity Impact Evaluation Unit (TIME)
  - 児童研究センター
Trinity Research in Childhood Centre
  - 社会科学研究
Trinity Research in Social Sciences

- トリニティ研究所
Trinity Research Institutes
  - 適応型ナノ構造・ナノデバイス研究センター
Centre for Research on Adaptive Nanostructures and Nanodevices (CRANN)
  - 生物医科学研究所
Trinity Biomedical Sciences Institute (TBSI)
  - 神経科学研究所
Trinity College Institute of Neuroscience (TCIN)
  - 橋渡し医療研究所
Trinity Translational Medical Institute (TTMI)
  - ロングルームハブ芸術人文科学研究所
Trinity Long Room Hub Arts and Humanities Research Institute (TLRH)

- その他のトリニティ研究所
Other Institutes in Trinity
  - マーサー適切加齢研究所
Mercer's Institute for Successful Ageing (MISA)
  - セント・ジェームズ癌研究所
Trinity St James's Cancer Institute

- トリニティ主導研究連合体と機関間研究グループ
Trinity Led Research Consortia & Inter-institutional Research Groupings
  - グローバル・インテリジェント・コンテンツセンター
Centre for Global Intelligent Content (CNGL)
  - 電気通信・価値連鎖研究センター
Centre for Telecommunications and Value Chain Research (CTVR)
  - 分子医学研究所
Institute of Molecular Medicine (IMM)
  - Learnovate センター
Learnovate Centre
  - 移民政策
Trinity Immigration Initiative
  - 国際開発政策
Trinity International Development Initiative (TIDI)

- TCD共同設立の国立研究
National Initiatives co-founded by TCD
  - 国立デジタル研究センター
National Digital Research Centre (NDRC)
  - 国立バイオプロセス研究・研修機構
National Institute for Bioprocessing Research & Training (NIBRT)
  - アイルランド分子医学
Molecular Medicine Ireland (MMI)

#### ダブリン大学附属機関

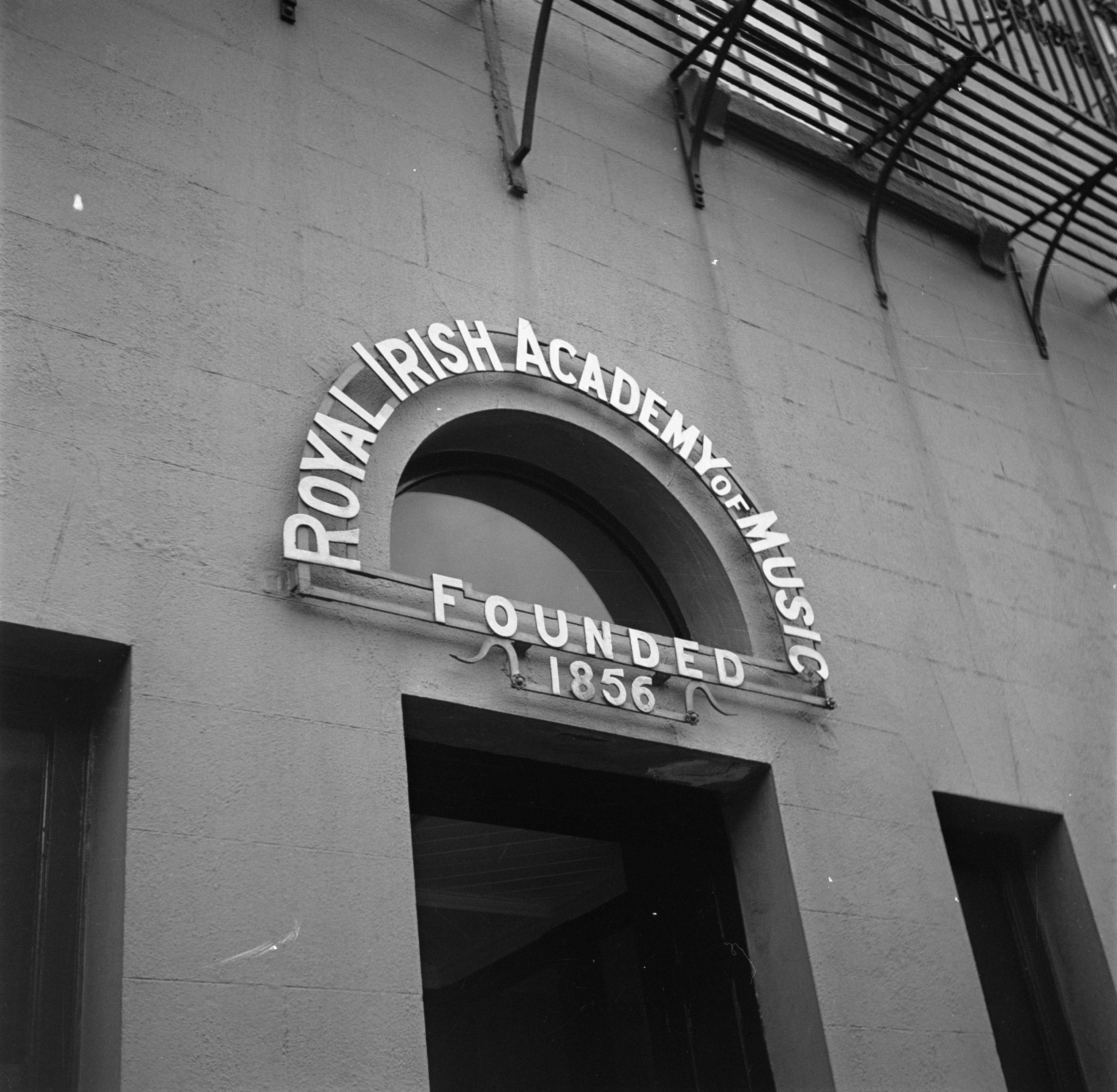
アイルランド王立音楽院

ダブリン大学附属高等教育機関は以下の3つである。
- アイルランド王立音楽院[107]
- マリノ教育研究所[108]
- アイルランド聖公会神学校[109]

### 学部・研究科
トリニティ・カレッジに存在する学問は学群（Faculty）、学部（School）、学科（Department/Discipline）に分かれている。一部では共同学位（Joint Degree）で2つの学群、または学部を跨ぐものもある。そのひとつが、情報学・経営学コースであり、情報統計学部とビジネススクールを跨ぐ。また、専攻・副専攻を選ぶコースもある。大学院研究科は同じ構造に分けられており、各学部・学科に様々な専攻を設置している。
以下が学士課程、博士課程前期・後期における学群、学部、学科の一覧である（個々の専攻、コースを除く）。
- 芸術・人文・社会科学群
Faculty of Arts, Humanities and Social Sciences
  - ビジネススクール
Business School
  - 創造芸術学部
School of Creative Arts
    - 演劇学科
Department of Drama
    - 映画学科
Department of Film
    - 音楽学科
Department of Music

  - 教育学部
School of Education
  - 英語学部
School of English
  - 歴史・人文科学部
School of Histories and Humanities
    - 古典学科
Department of Classics
    - 美術・建築史学科
Department of History of Art and Architecture
    - 史学科
Department of History

  - 言語・文学・文化学部
School of Languages, Literatures and Cultural Studies
    - 欧州研究センター
Centre for European Studies
    - フランス語学科
Department of French
    - ゲルマン学科
Department of Germanic Studies
    - ヒスパニック学科
Department of Hispanic Studies
    - アイルランド・ケルト学科
Department of Irish and Celtic Studies
    - イタリア語学科
Department of Italian
    - ロシア・スラブ学科
Department of Russian and Slavonic Studies
    - 中近東学科
Department of Near and Middle Eastern Studies

  - 法学部
School of Law
  - 言語学・音声・コミュニケーション科学部
School of Linguistic, Speech and Communication Sciences
    - ろう研究センター
Centre for Deaf Studies
    - 言語コミュニケーション研究センター
Centre for Language and Communication Studies
    - 臨床言語研究学科
Department of Clinical Speech and Language Studies

  - 心理学部
School of Psychology
  - 社会科学・哲学部
School of Social Sciences and Philosophy
    - 経済学科
Department of Economics
    - 哲学科
Department of Philosophy
    - 政治学科
Department of Political Science
    - 社会学科
Department of Sociology

  - ソーシャルワーク・社会政策学部
School of Social Work and Social Policy
  - 宗教学部
School of Religion

- 理工学群
Faculty of STEM
  - 生化学免疫学部
School of Biochemistry and Immunology
  - 化学部
School of Chemistry
  - 情報統計学部
School of Computer Science and Statistics
  - 工学部
School of Engineering
    - 土木・構造・環境工学科
Department of Civil, Structural and Environmental Engineering
    - 電子電気工学科
Department of Electronic and Electrical Engineering
    - 機械・製造・医用生体工学科
Department of Mechanical, Manufacturing and Biomedical Engineering

  - 遺伝微生物学部
School of Genetics and Microbiology
    - 遺伝学科
Department of Genetics
    - 微生物学科
Department of Microbiology

  - 数学部
School of Mathematics
  - 自然科学部
School of Natural Sciences
    - 植物科学科
Department of Botany
    - 地理科学科
Department of Geography
    - 地質学科
Department of Geology
    - 動物学科
Department of Zoology

  - 物理学部
School of Physics

- 健康科学群
Faculty of Health Sciences
  - 歯学部
School of Dental Science
  - 医学部
School of Medicine
    - 医学科
Discipline of Medicine
    - 作業療法学科
Discipline of Occupational Therapy
    - 理学療法学科
Discipline of Physiotherapy
    - 放射線治療学科
Discipline of Radiation Therapy

  - 看護助産学部
School of Nursing and Midwifery
  - 薬学部
School of Pharmacy and Pharmaceutical Sciences

## 教育および研究

### 教育
入学月は9月である。秋学期（Michaelmas Term）、春学期（Hilary Term）、夏学期（Trinity Term）の3学期制だが、教育期間は秋学期と春学期の2学期とされている。

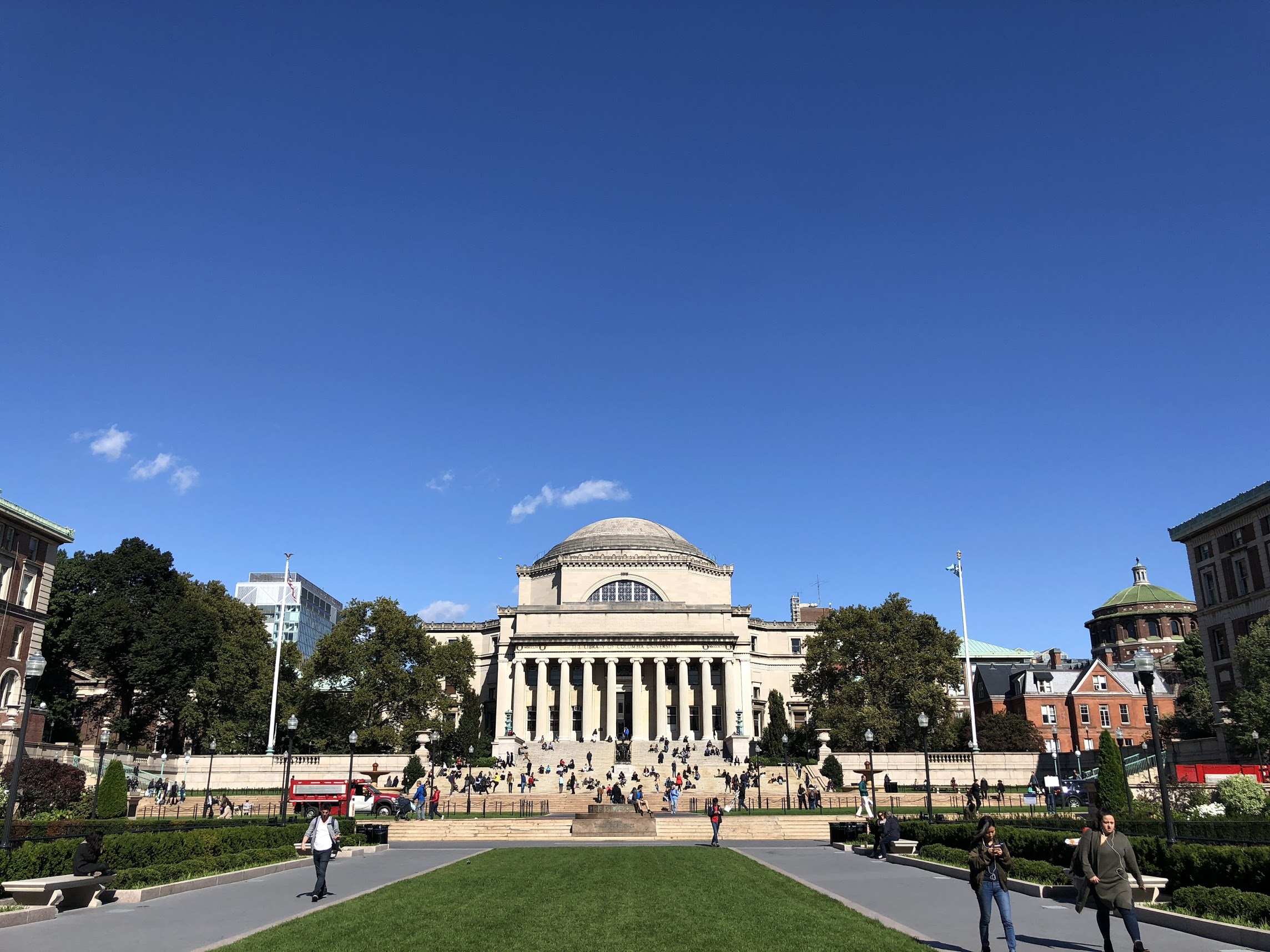
二重教養学士（Dual BA）を提供しているコロンビア大学

ほとんどの学部は4年制であり、1年生はジュニア・フレッシュメン（Junior Freshmen）、2年生はシニア・フレッシュメン（Senior Freshmen）、3年生はジュニア・ソフィスターズ（Junior Sophisters）、4年生はシニア・ソフィスターズ（Senior Sophisters）と呼ばれる。毎年の秋学期（Michaelmas Term）と夏学期（Trinity Term）に試験を受験し、合格者は進級することができる。試験結果が70％以上であれば第一級優等学位（First Class Honour）、60％以上69％以下であれば第二上級優等学位（Second Class Honour, Grade One）、50％以上59％以下であれば第二下級優等学位（Second Class Honour, Grade Two）、40％以上49％以下であれば第三級優等学位（Third Class Honour）を獲得できる。卒業後に就職するなどの場合はこれらの結果が重要視される。
ほとんどの非専門職学部は、教養学士（BA）の学位を取得する。伝統により、学士号を取得した者は卒業から9学期後、学士号を修士号に有料で変更する資格がある。これは、オックスフォード大学、ケンブリッジ大学でも同様である。
2018年から、トリニティ・カレッジはアメリカ合衆国のニューヨークのコロンビア大学で二重教養学士（Dual BA）を提供している。一部のコースに限られており、最初の2年間をトリニティ・カレッジで学び、最後の2年間をコロンビア大学で学ぶことになっている。

#### 入学試験
中央出願局（Central Applications Office; CAO）は、トリニティ・カレッジに代わり、アイルランド、イギリス、欧州連合および欧州自由貿易連合の学士課程の出願を担当している。入学の決定は、CAOが合格受験者に通知を出すようトリニティ・カレッジが指示している。大学への入学は専ら学力に基づいている。大学には最低限の入学要件があり、英語またはアイルランド語の合格最低点と数学の合格最低点が必要である。また、ヨーロッパ大陸の外国語（フランス語、ドイツ語、スペイン語、イタリア語）での合格最低点が必要な場合もあり、数学の高レベル試験で40％を超えると総合点数に25点加算される。
また、個々の学部・コースにはさらに入学要件がある。例えば、理系の学部は通常1つ以上の科学系科目で特定の点数以上が必要となる。アイルランドの国家高校卒業統一試験のリービング・サーティフィケートの科目試験には高レベル（Higher Level）、普通レベル（Ordinary Level）があり、入学条件にレベルを指定する場合もある。また、試験の総合点数で学部・コースに必要な総合点数を達成する必要もある。例えば、2020年の法学部は、合格最低総合点数は566点であり、物理学部理論物理学科では、最低総合点数543点が必要な上、数学（高レベル）と物理（高レベル）の最低得点が70％以上が必要である。総合点数は、通常リービング・サーティフィケートでは625点満点であるが、医学部など一部の学部・学科・コースは別の試験を受ける必要があり、必要最低点数が625点を超えることもある。
受験者は、リービング・サーティフィケートの結果に基づくが、さらに4月に大学で行われる入学試験を受験することもできる。入学試験では、各科目がリービング・サーティフィケートと同等と見なされる。一部の学部には、医学の健康専門職入試（HPAT）や音楽や演劇の入学試験など、追加の試験がある。合否は、CAOによって毎年8月中旬に発表される。アイルランドのリービング・サーティフィケートのみならず、イギリスの一般教育修了上級レベル、フランスのバカロレアなどの欧州連合および欧州自由貿易連合の試験や国際バカロレアなどでも出願はできる。
2016年のCAOでの出願者数は18,469人であり、新規入学者数は3,220人である。
欧州連合の国民または居住者ではない出願者には、異なる出願手順が適用される。障害のある、または23歳以上の出願者は、CAOとは別のトリニティ・アクセス・プログラムを通じて入学することもできる。
日本を含む欧州外の場合、国際バカロレア、一般教育修了上級レベル、大学進学適性試験のいずれかの受験者で最低入学条件を満たすならば、直接入学できる。ただし、入学を保証するものではなく、優れた試験結果を保有している受験者を順に定員を埋める。
以上の試験を受験していない者は、1年間のファンデーション・プログラムを設けている。これには、論文、討論、質疑応答、学習姿勢などの方法が含まれており、トリニティ・カレッジへの入学の準備がなされる。ファウンデーション・プログラムに入学するには、IELTS、TOEFL、Duolingo English Test（DET）のいずれかで一定の点数を超えた英語力の証明を提示する必要がある。また、志望コースにより必要条件も変化する。英語力に加え、高等学校の認定平均が5段階中4が必要である。

### 研究
大学院では、すべての学部に研究科を設置しており、学生の約29％が大学院生である。あらかじめ履修内容が用意されているプログラム（Taught Programme）と、自ら研究を進めるプログラム（Research Programme）の2つが用意されている。
「トリニティ・カレッジ戦略計画」では、「知識社会に移行するために、2013年までにすべての分野の博士号を2倍にする」という目標を設定している。
学位に加え、直接または関連機関を通じ、ポストグラデュエート・ディプロマを提供している。また、イブニングコースも提供している。
イノベーション・センターを運営しており、学術的なイノベーションやコンサルティングを促進し、特許に関するアドバイスや研究情報を提供し、産業研究所やキャンパス内の企業の設立や運営を促進している。1999年にピアース通りにあるエンタープライズセンターを購入した。敷地面積は19,000m²以上であり、トリニティ・エンタープライズ・センターには、ダブリンの大学の研究科から集められた企業が入っている。

#### 入学試験
大学院の場合、IELTS、TOEFL、DET、ケンブリッジ大学英語検定、ピアソンなどで一定の点数を超えた英語力の証明に加え、学士のGPAを3.4以上（B＋、第二上級優等学位以上）の成績を収めている必要がある。また、一部の研究科には面接も実地されている。
大学院への入学は、トリニティ・カレッジが直接担当する。日本から留学するためには、English language proficiencyにおいてIELTS 6.5 (no individual band 6) ,一部の研究科はOverall 7.0(no individual band 6.5)が必須となる。TOEFL、DET、ケンブリッジ大学英語検定、ピアソンも可とされる。

### 賞

#### 入学奨学金・サイザー
アイルランドの国家高校卒業統一試験のリービング・サーティフィケート、または類似の試験で非常に優秀な成績で得た学生は、150ユーロ相当の図書ギフト券が与えられる。また、金銭的に限られている学生は奨学生に相当するサイザー（Sizar）となり、コモンズ（Commons、夕食）が無料になる。

#### 財団奨学金

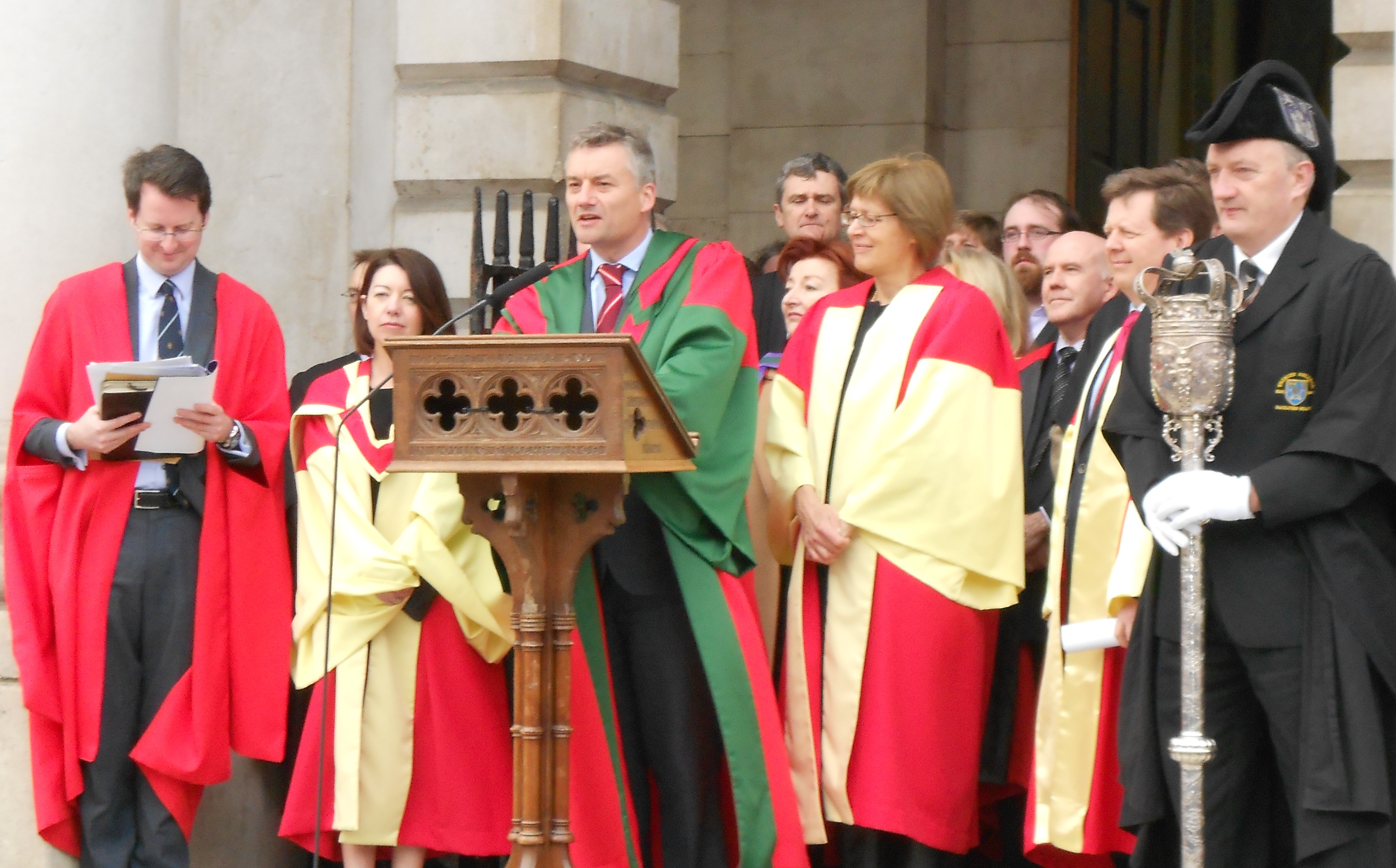
パトリック・プレンダガスト学長によるフェローと奨学生の発表（2013年三位一体の月曜日）

2年生に相当するシニア・フレッシュマンの学部生は、春学期（Hilary Term）の最後の週に、クリスマス休暇中に行われる財団奨学金試験（Foundation Scholarship）を受験することができる。三位一体の月曜日（夏学期（Trinity Term）の最初の日）に、カレッジの理事会が実地している学部で最も優秀な成績を得た者を奨学生に選出しており、「国内で最も権威のある学部の奨学金」と広く見なされている。欧州連合加盟国からの参加者は、無料で学生寮とコモンズ（大学のフォーマル）を利用できる。15学期続く奨学金の期間中は手数料が免除される。加盟国以外からの奨学生は、加盟国の学費と同等になる。奨学生は名前に「SCH」という接尾辞を追加できる。学位授与式（Commencements）でも名前に「discip. schol.」という注記を追加される。
奨学金の概念はカレッジの伝統であり、奨学生だった著名者ではサミュエル・ベケットやアーネスト・ウォルトンなどがいる。主な目的は卓越性の追求である。
1592年の財団憲章の下では、奨学生は法人の一部となっていた。1609年まで、一度に約51名の奨学生がいた。1637年のチャールズ1世の改正特許状では、70名と恒久的に固定された。フェローの地位給費と奨学生が発表される日として三位一体の月曜日が指定された（当時、三位一体の月曜日は聖三位一体の饗宴の後の月曜日に祝われていた）。当時、学部生はすべて奨学生だったが、1637年に奨学生以外の学生を受け入れるという慣習が始まった。
1856年まで、試験は古典内容だけであり、入学試験とジュニア・ソフィスターズ（3年生）の半ばまでの学部課程で課されるすべての古典著者に関係する問題が出ることになっていた。そのため、新しい教材を読む必要はなかったが、これまで学んだ内容に関する相当な知識が問われるものであった。19世紀後半になると、試験内容は徐々に他の分野を含むようになった。
20世紀の変わり目に、「非財団」奨学金（Non-Foundation Scholarship）が導入された。これは、1637年の法改正では、男性のみが選出された財団奨学生になることが認められていたにもかかわらず、 当初は女性が実質的に選出された奨学生になることを認めるためのものだった。現在、女性は男性と同じ基準で財団奨学生に受け入れられている。財団奨学金は、その成績が特に優れている者に与えられ、その他の適格者は非財団奨学生として選出される。財団奨学生の数は70名に固定されているが、非財団奨学生の数に制限はない。非財団奨学生と財団奨学生は同じ利益を受けるため、同等に尊重されていると見なされ、通常はまとめて「トリニティ・カレッジの奨学生」と呼んでいる。当初、数百名しかいなかったため、財団奨学生は学部全体の10％に容易に達する可能性があったが、現在の学生数は数千名であり、非財団奨学生の数を追加しても、奨学生に選ばれる学生の割合は以前よりも低く、以前よりも競争率が高くなっている。

## 学生生活

### サークル

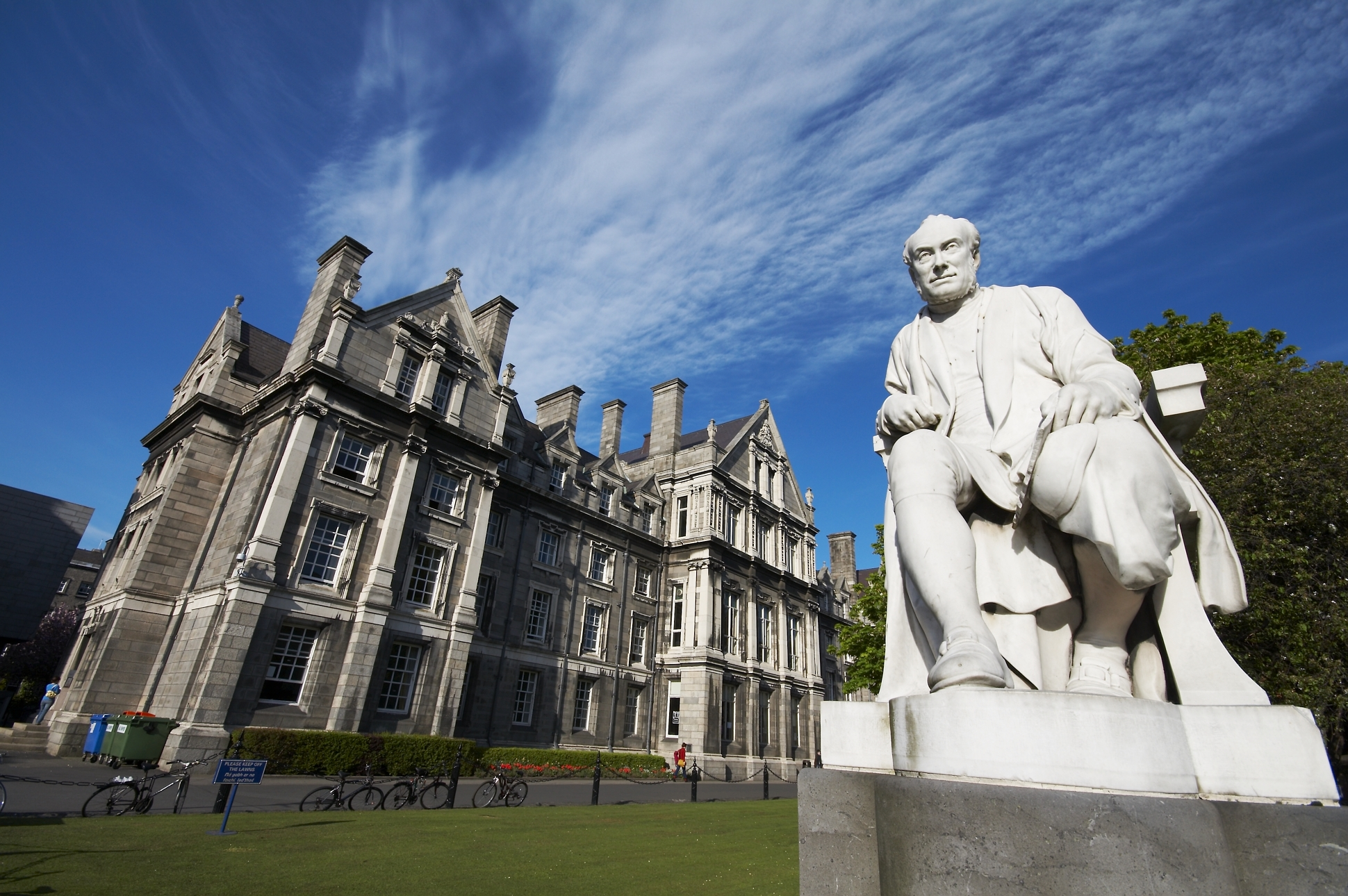
卒業生記念館で討論が行われている大学哲学協会とカレッジ歴史協会

トリニティ・カレッジでは2020年現在、127のサークル（Society）がある。サークルは、中央サークル委員会（Central Societies Committee; CSC）の支援の下で運営されている。
卒業生記念館（Graduate Memorial Building; GMB）には、大学哲学協会（University Philosophical Society、通称: The Phil）とカレッジ歴史協会（College Historical Society、通称：The Hist）の2つの討論会がある。大学哲学協会とカレッジ歴史協会は両方とも最古のサークルであると主張している。大学哲学協会は1683年に設立されたと主張しているが、記録ではその基礎が1853年に創設されたと記載している一方で、カレッジ歴史協会は1770年に設立された。大学哲学協会は、8代目ドイツ連邦共和国首相のアンゲラ・メルケル、47代目アメリカ合衆国副大統領のジョー・バイデン、同国政治家のジョン・マケイン、同国政治学者のジョン・ミアシャイマー、Appleの最高経営責任者のティム・クック、神学者のデズモンド・ムピロ・ツツ、俳優のアル・パチーノ、クリストファー・リー、スティーヴン・フライなどを演説のために招いたことがある。カレッジ歴史協会はウィンストン・チャーチルやエドワード・ケネディなどを演説のために招いた。
その他、ヴィンセント・デ・ポール（VDP）は、地域社会で数多くの慈善活動を行っている。ダブリン大学プレーヤーズ（DU Players）は、サミュエル・ベケット劇場で年間50を超えるショーやイベントを開催するドラマサークルである。1987年に設立されたダブリン大学映画サークル（DU Film Society）は、上映、制作資金などを通じて、大学の映画製作者や映画愛好家を組織している。「Trinity FM」として知られるダブリン大学ラジオサークル（DU Radio Society）は、年間6週間にわたり、FM周波数97.3にてさまざまな学生が制作した作品を放送している。Qサークル（Q Society - Trinity LGBT）は、アイルランドで最も長く続いているLGBTサークルであり、2007年度に25周年を迎えた。カード・アンド・ブリッジ・サークル（The Card and Bridge Society）は、ポーカーとコントラクトブリッジのトーナメントも毎週開催しており、アンディ・ブラック、パドレイグ・パーキンソン、ドナカ・オディーなどを輩出した。喜劇サークル（Comedy Soc）は、アンドリュー・マクスウェル、デビッド・オドハーティ、ニール・デラメール、コリン・マーフィーなどのコメディアンのギグを主催している。ダブリン大学舞踏サークル（DU Dance）は、ラテンダンスや社交ダンスのクラスのほか、スイングダンスなども行っている。2011年に活動が禁止されていたカトリック系のローレンシア・サークル（Laurentian Society）が復活した。ファッション・サークル（Fashion Society）は2009年に設立されて以来、毎年チャリティファッションショーを開催し、ロンドン・コレクションへの旅行を主催している。また、日本文化サークル（Japanese Society）をはじめ、様々な国の文化サークルなどもある。

### スポーツクラブ

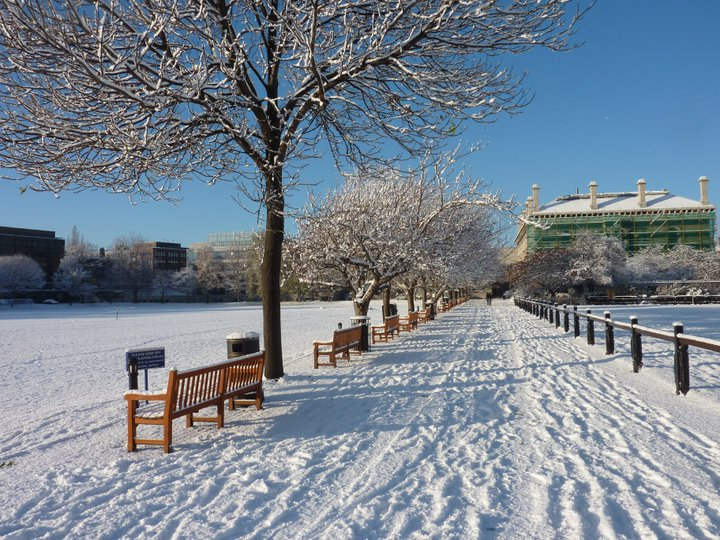
雪が積もったカレッジ・パーク

トリニティ・カレッジにはダブリン大学中央アスレチック・クラブ（Dublin University Central Athletic Club; DUCAC）に所属する50のスポーツクラブがある。
最も古いクラブには、ダブリン大学クリケットクラブ（Dublin University Cricket Club、1835年）、ダブリン大学ボートクラブ（Dublin University Boat Club、1836年）、ダブリン大学ライフルクラブ（Dublin University Rifle Club、1840年）がある。1854年に設立されたダブリン大学フットボールクラブ（Dublin University Football Club）は、ラグビーユニオンをプレーし、世界最古の記録された「フットボールクラブ」である。また、1883年に設立されたダブリン大学A.F.C.（Dublin University A.F.C.）は、アイルランドで現存する最古の協会フットボールクラブである。ダブリン大学ホッケークラブ（Dublin University Hockey Club）は1893年に設立され、ダブリン大学ハリアー・アスレチッククラブ（Dublin University Harriers and Athletic Club）は1885年に設立された。
最も新しいクラブは、2008年にアイルランド・アメリカンフットボール・リーグ（IAFL）に承認されたアメリカンフットボールチームである。ダブリン大学フェンシングクラブ（Dublin University Fencing Club）は、66年間で合計43のタイトルを獲得された。現代のフェンシングクラブは1936年に設立されたが、その起源は、主に決闘練習のための「剣の紳士のクラブ（Gentleman's Club of the Sword）」が存在した1700年代にさかのぼる。他にも、合気道、空手道、柔道などの日本発祥の武道もある。

### 出版
トリニティ・カレッジには、本格的なものから風刺的なものまで、学生向けの出版物がある。そのほとんどは、以前はダブリン大学出版委員会と呼ばれていたトリニティ出版によって管理されており、発行事務（6号館）と、新聞や雑誌の発行に必要な関連機器を維持および管理している。
学生新聞では、『ユニバーシティ・タイムズ（The University Times）』と『トリニティ・ニュース（Trinity News）』の2つのライバル学生新聞がある。『ユニバーシティ・タイムズ』は学生自治会によって資金提供されている。2009年の創設以来、アメリカ合衆国を拠点とするプロフェッショナル・ジャーナリスト・サークルからの「世界で最も優れた非日刊学生新聞賞」を含む、国内および国際的な賞を受賞している。
一方で『トリニティ・ニュース』は、1953年に創刊されたアイルランドで最も古い学生新聞である。『ユニバーシティ・タイムズ』と同様に、学期間中の3週間ごとにオンライン版と印刷版の両方で発行している。過去10年間はサバティカルオフィサーとしてフルタイムで編集長をつとめる学生編によって編集されており、30名の学生編集者とライターのボランティアによって運営されている。
現在発行されている学生誌には、風刺新聞『ピラニア（The Piranha）』、一般誌『TCDミセラニー（TCD Miscellany）』（1895年に設立されたアイルランドで最も古い雑誌の1つ）、映画誌『トリニティ映画評論誌（Trinity Film Review）』、文学誌の『イカラス（Icarus）』などがある。その他の出版物には、経済学部の学生が独自に作成した『学生経済評論誌（Student Economic Review; SER）』、ダブリン大学法学サークルが作成した『トリニティ・カレッジ法学評論誌（Trinity College Law Review; TCLR）』、大学院生組合が作成した『トリニティ大学院評論誌（Trinity Postgraduate Review）』、『社会政治調査（Trinity College Social and Political Review）』、『トリニティ医学生ジャーナル（Trinity Student Medical Journal）』、ダブリン大学文学サークルが作成した『アティック（The Attic）』などもある。最近の出版物には、保守主義の雑誌『バーキアン（The Burkean）』があり、卒業生の1人であるエドマンド・バークにちなんで名付けられた。

### トリニティ・ボール
トリニティ・ボール（Trinity Ball）は、年間7,000人の参加者が集まるイベントである。2010年までは、年間の講義の終了とトリニティ週間（Trinity Week）の開始を祝うため、毎年夏学期（Trinity Term）の最後の日に開催された。カレッジの教職再構築により、2010のボールはトリニティ週間の最終日に開催された。2011年、ボールは、トリニティ週間の開始前の春学期（Hilary Term）の最終日に開催された。学生自治会のエンターテインメント役員、中央サークル委員会によって開催されている。2009年に50周年を迎えた。

### 学生自治会
学生自治会（Students' Union; SU）は、学部生と大学およびカレッジ当局との間に認められた学生を代表する団体である。会長、コミュニケーション役員、福祉役員、教育役員、エンターテインメント役員が、毎年選出される。会長、福祉役員、教育役員は、カレッジ理事会の一員でもある。
大学院生自治会（Graduate Students' Union; GSU）は学生自治会と同様、大学院生と大学およびカレッジ当局との間に認められた学生を代表する団体である。GSU会長は、カレッジ理事会の一員である。

## 文化および伝統

### コモンズ

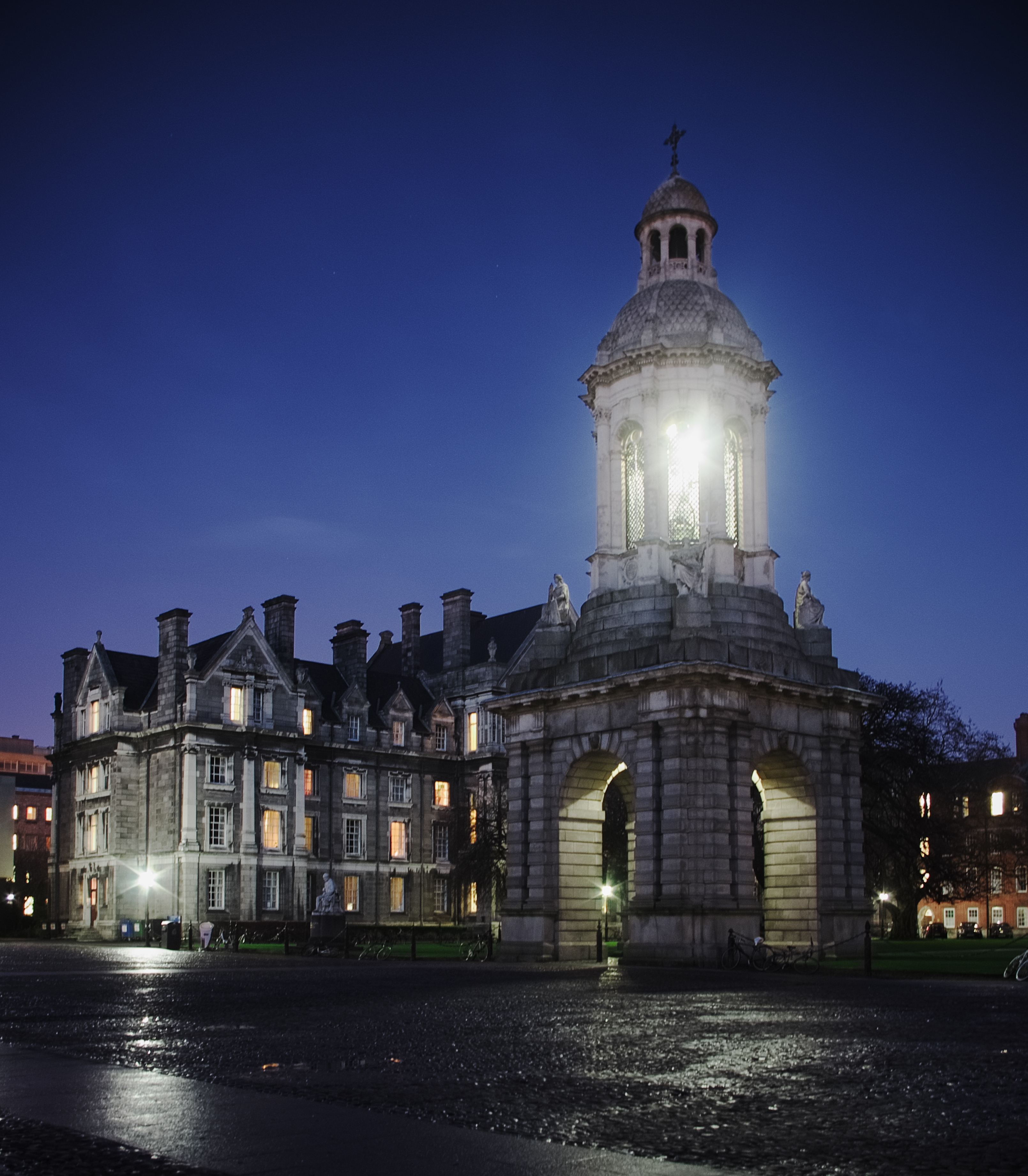
鐘楼

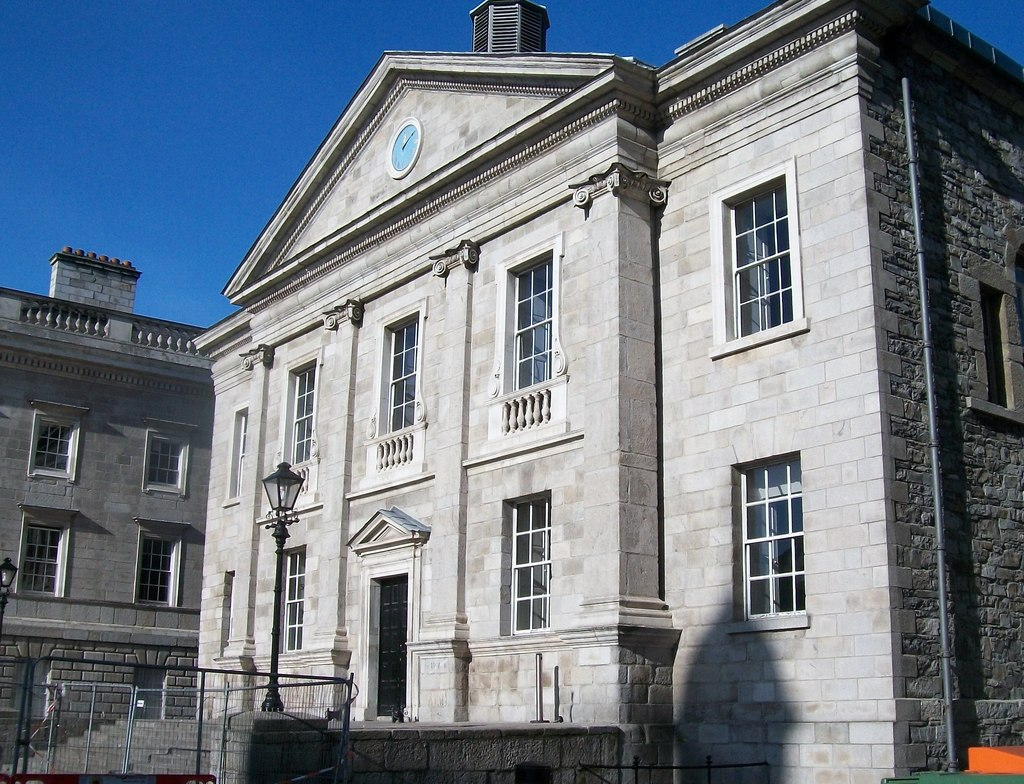
現在も使われている旧食堂

コモンズ（Commons）とは、月曜から金曜まで食堂で提供される3コースの食事のことを指し、奨学生、フェロー、サイザー、その他の大学関係者とゲストが参加する。
コモンズの開始時刻は午後6時15分で、食堂のドアが劇的に叩かれるのが合図となる。午後6時には、夕食会に参加する人々に知らせるために、大学の鐘楼が鳴らされる。

ラテン語の恩寵は「食前と食後」に、奨学生の一人が朗読する。
以下日本語試訳。
アドベントの期間中は、礼拝堂聖歌隊が食事に合わせてクリスマス・キャロルを歌う。

### トリニティ週間
トリニティ週間（Trinity Week）は毎年4月中旬の三位一体の月曜日に始まる。
トリニティ週間は、三位一体の月曜日に行われるフェローと奨学生の選出から始まる。カレッジの理事会は、新しい奨学生（財団奨学試験で一等賞を受賞した者）とフェローを選出した後、任命された者を正面広場で発表し、その後、礼拝堂にて聖歌隊による世界教会主義的な礼拝が行われる。

### その他
同じくダブリン県にあるユニバーシティ・カレッジ・ダブリン（アイルランド国立大学ダブリン校）とは長年の友好的なライバル関係にある。毎年、各大学のスポーツクラブ間で大会が行われる。
鐘塔楼の下を通っている間に鐘が鳴ると、試験に不合格となるという言い伝えがある。さらに、鳴ってから5秒以内に付近にあるジョージ・サーモン像のふもとに触れた場合、無効になるとされている。

## 大衆文化

### 映画・文学
映画の『マイケル・コリンズ』、『大列車強盗』、『サークル・オブ・フレンズ』、『リタと大学教授』、『タイガー 伝説のスパイ』の一部のシーンがトリニティ・カレッジで撮影された。『ブルー・マックス』のドイツ空軍本部のロケ地ともなった。
パトリック・オブライアン作の『オーブリー&マチュリンシリーズ』の架空の海軍外科医スティーブン・マチュリンは、トリニティ・カレッジを卒業している。
カレン・マリー・モニングの『フィーバー シリーズ』では、主人公のマッケイラ・レーンの妹アリナが殺害される前に奨学金でトリニティ・カレッジに通っていた。大学には、レーンに妹について知らせるキャラクターが何人か在学していた。
アイルランドの作家セシリア・アハーン作の『感謝の記憶』では、ジャスティン・ヒッチコックがトリニティ・カレッジのゲスト講師を務めている。
アイルランドの作家サリー・ルーニー作の『ふつうの人々』では主人公のコネルとマリアンはともにトリニティ・カレッジの学生である。サリー・ルーニー自身もトリニティ・カレッジで奨学生として英語を学んでいた。日本にも上陸したドラマでコネルを演じているのは、トリニティ・カレッジ出身のポール・メスカル。

### その他
ダブリン市およびトリニティ・カレッジで「Matt the Jap（日本人のマット）」として親しまれていた日本人のマテオ・マツバラは、トリニティ・カレッジで修士号を取得した。マツバラは東京都で生まれ、ノルウェーで学び、1980年代初頭にダブリンを訪れ、トリニティ・カレッジではサウジアラビアからの資金援助を受け、中世のイスラムの旅についての論文を執筆した。難聴であり、手話や手書きのメモの交換によって人々とコミュニケーションをとっており、英語、アイルランド語、日本語、ノルウェー語、ドイツ語、フランス語、ロシア語、その他いくつかの言語で書くことができたと言われている。世界の指導者に向けた熱心な手紙の書き手で、イギリスのチャールズ3世（当時皇太子）やフランス大統領のジャック・シラクなどからも反応があった。1987年にトリニティ・カレッジで文学修士号を取得したが、その後時として厄介な行動をとり、大学の多くの建物から出入り禁止になったにもかかわらず、大学を離れることはなかった。トリニティ・カレッジの卒業生や学生の間では「カレッジ・キャラクター」として知られていたマツバラは、学生のイベントやミーティングでは、永遠に変わらぬ存在感を放っていたとされていた。2007年12月に73歳でダブリンで自然死し、アイルランドの大統領メアリー・マッカリースは、マツバラの知的な飢えと好奇心が「大学の風景の中で印象的な人物」になったと述べ、「興味をそそる、謎めいた人物」として追悼された。

## 対外関係

### 姉妹校
トリニティ・カレッジは、オックスフォード大学オリオル・カレッジとケンブリッジ大学セント・ジョンズ・カレッジの姉妹校である。

### 他大学との協定
2021年現在、300校以上の大学と学術交流協定を締結している。そのうち、3校は日本にある。
 日本
- 東京大学[206]
- 京都大学[207]
- 早稲田大学[208]

#### 国際交流協定
日本
- 専修大学[209]

## 主な出身者
- ジョナサン・スウィフト - 風刺作家
- ジョージ・バークリー - 哲学者

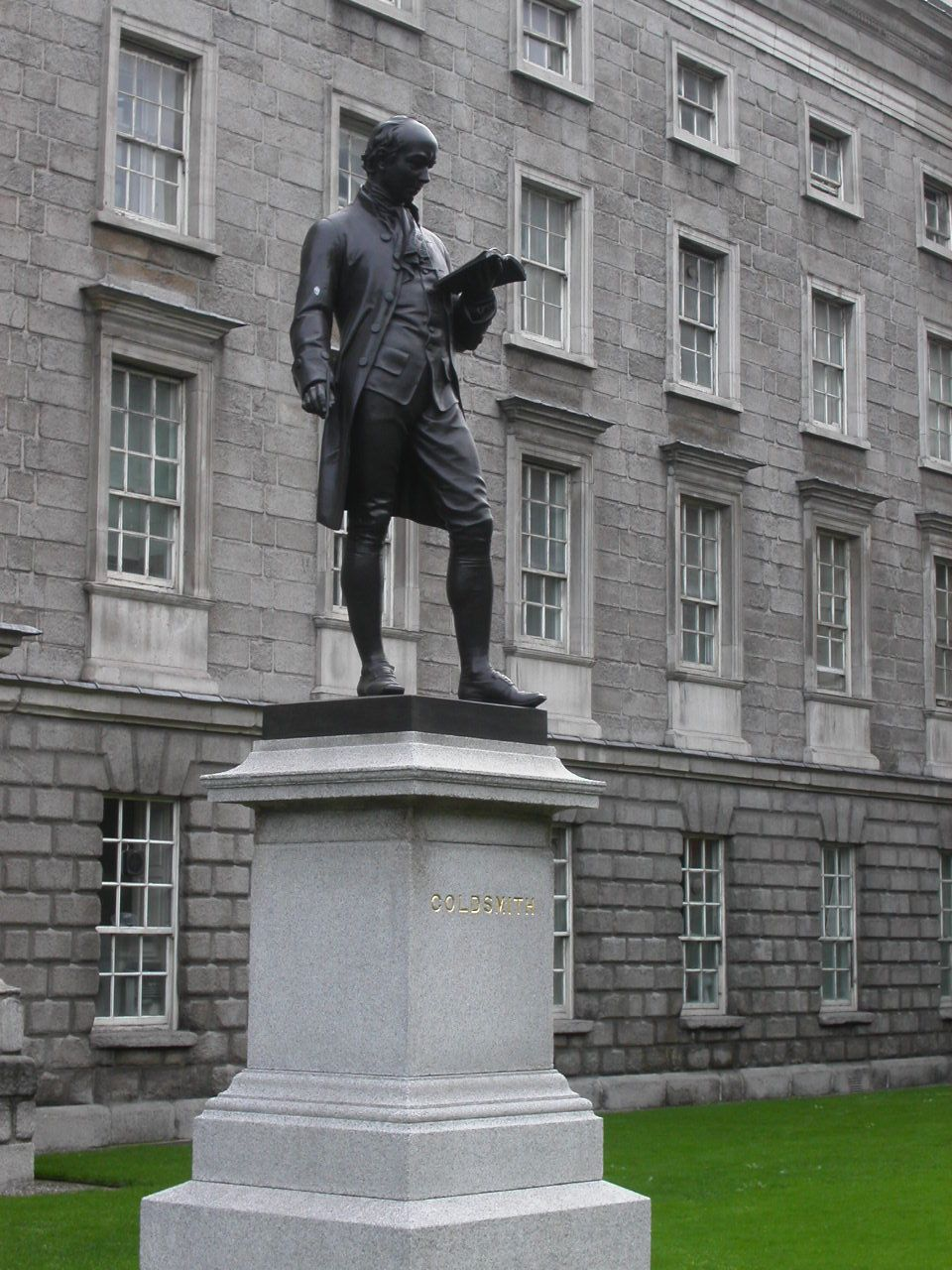
キャンパス内にあるオリヴァー・ゴールドスミスの銅像

- エドマンド・バーク - 哲学者、政治学者、思想家
- オリヴァー・ゴールドスミス - 詩人、作家
- ヘンリー・グラタン（英語版） - 政治家
- ロバート・エメット（英語版） - アイルランド民族主義・共和主義の活動家
- ジョージ・フィッツジェラルド - 物理学者
- ウィリアム・ローワン・ハミルトン - 数学者、物理学者
- チャールズ・ウェスト - 機械工学者、教育者、明治時代のお雇い外国人[210]
- ウィリアム・B・ライト - 明治時代の聖公会の来日宣教師
- ブラム・ストーカー - 小説家
- オスカー・ワイルド - 詩人、作家
- ダグラス・ハイド - 政治家、初代アイルランド大統領
- ジョン・ミリントン・シング - 詩人、作家
- アーネスト・ウォルトン - 物理学者、原子核変換の研究で1951年ノーベル物理学賞受賞
- サミュエル・ベケット - 劇作家、1969年ノーベル文学賞受賞
- ウィリアム・セシル・キャンベル - 生化学者、生物学者、寄生虫学者、2015年ノーベル生理学・医学賞受賞
- メアリー・ロビンソン - 政治家、第7代アイルランド大統領、アイルランド最初の女性大統領
- マイレッド・コリガン・マグワイア - 北アイルランドの平和運動、1976年ノーベル平和賞を受賞
- イアン・ウィットコム（英語版） - ミュージシャン
- アウンサンスーチー - ミャンマーの政治家[211]
- ウィリー・ウォルシュ（英語版） - IAG（エアリンガスやブリティッシュ・エアウェイズなどの親会社）最高経営責任者
- マイケル・オライリー（英語版） - ライアンエアー最高経営責任者
- ホアン・チュン・ハイ（英語版） - ベトナム副首相
- レオ・バラッカー - 第14代アイルランド首相[212]